# Lijst van personen overleden in 1988
Dit is een lijst van personen die zijn overleden in 1988.

## Januari

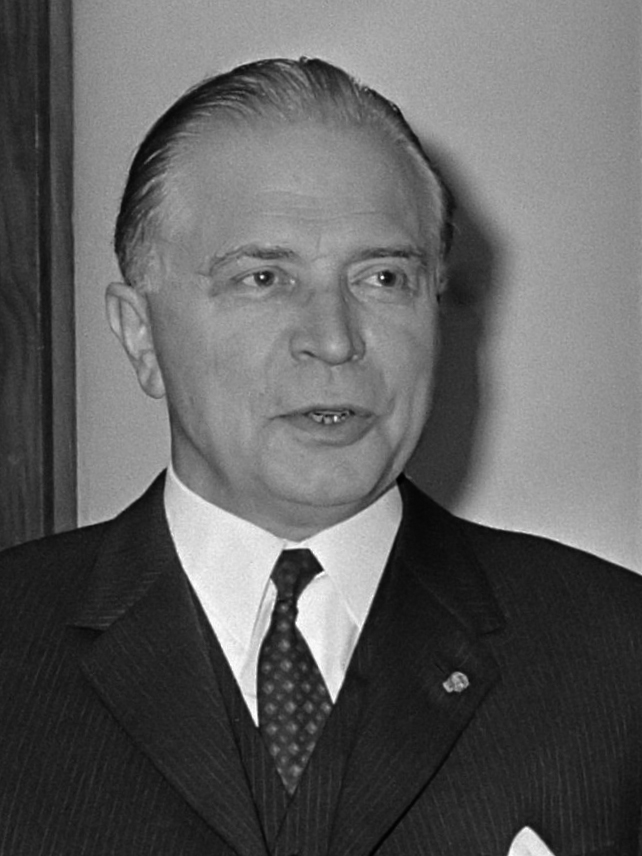
Gaston Eyskens
3 januari

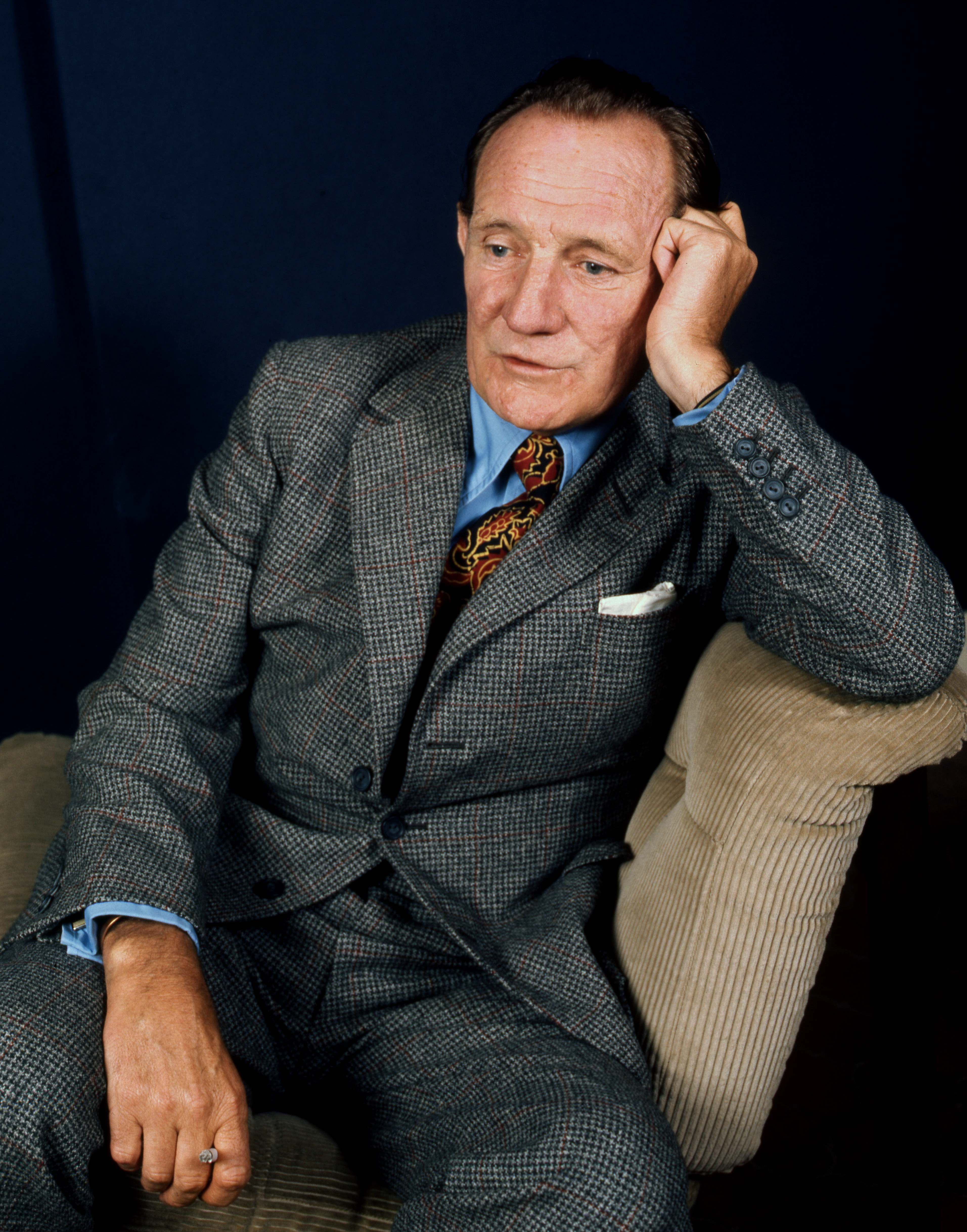
Trevor Howard
7 januari

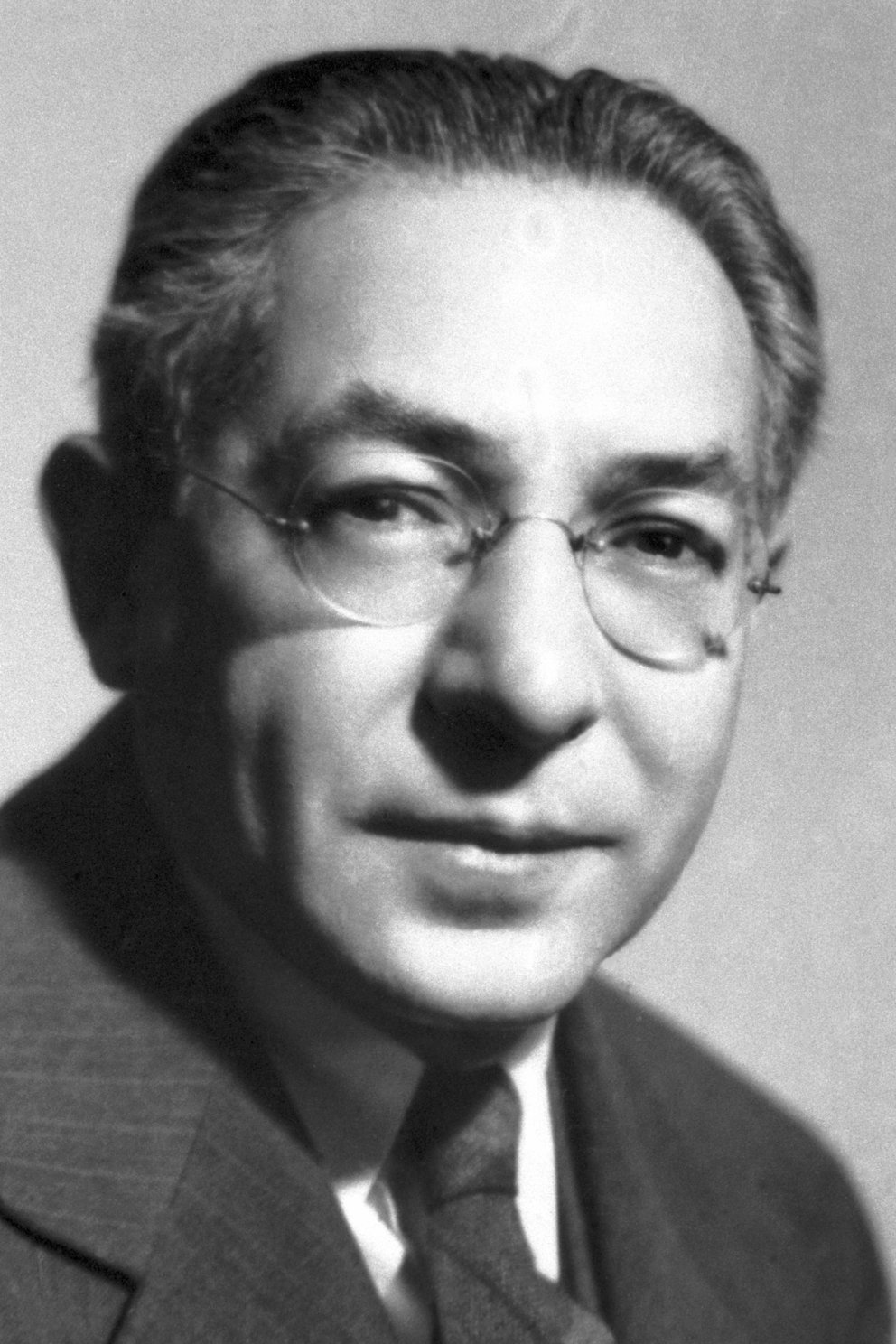
Isidor Isaac Rabi
11 januari

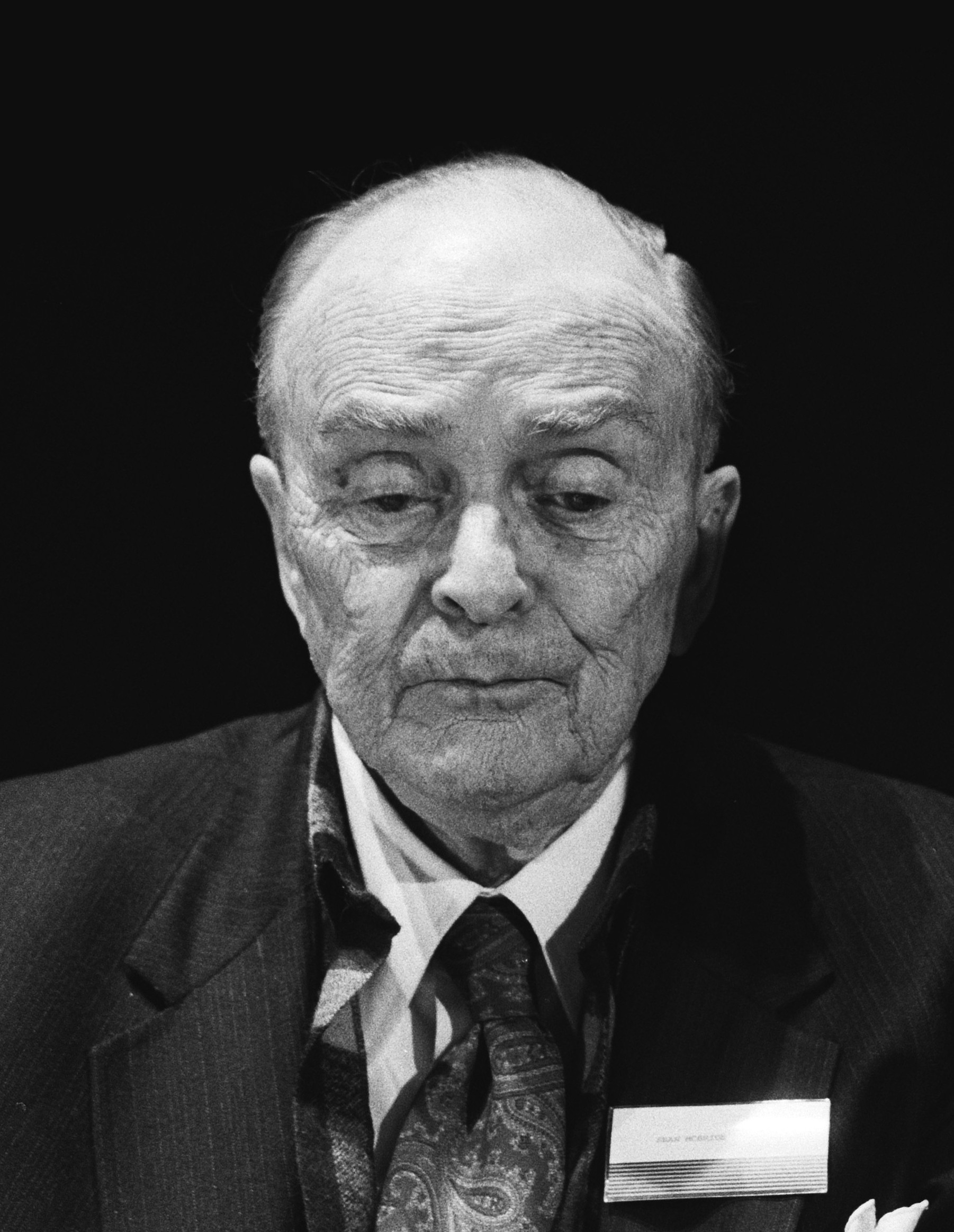
Seán MacBride
15 januari

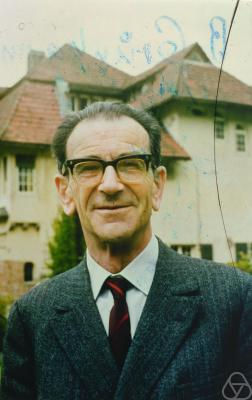
Werner Fenchel
24 januari

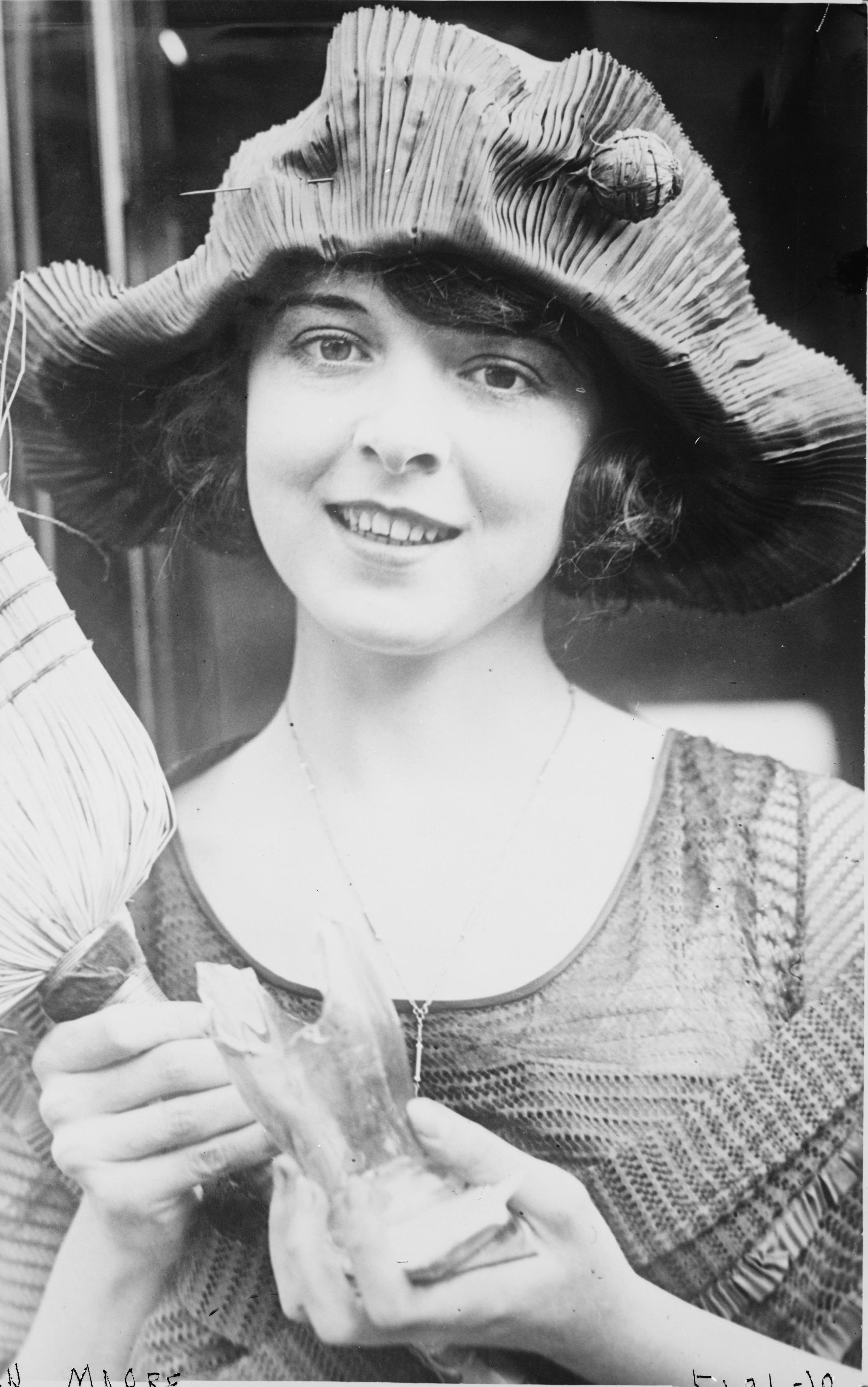
Colleen Moore
25 januari

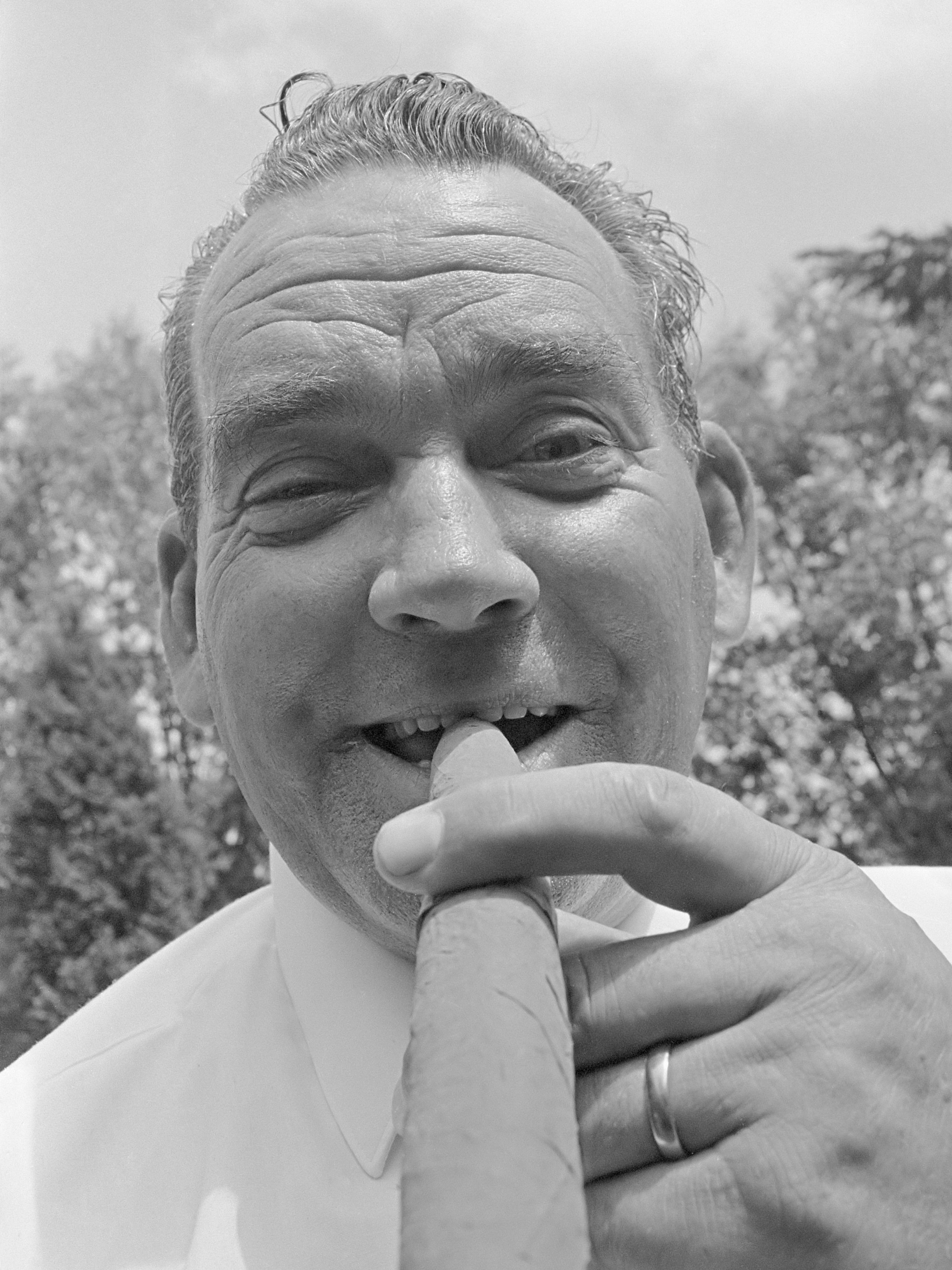
Kees Pellenaars
30 januari

| 1 | 2 | 3 | 4 | 5 | 6 | 7 | 8 | 9 | 10 | 11 | 12 | 13 | 14 | 15 | 16 | 17 | 18 | 19 | 20 | 21 | 22 | 23 | 24 | 25 | 26 | 27 | 28 | 29 | 30 | 31 |
| - | - | - | - | - | - | - | - | - | -- | -- | -- | -- | -- | -- | -- | -- | -- | -- | -- | -- | -- | -- | -- | -- | -- | -- | -- | -- | -- | -- |

### 1 januari
- Clementine Hunter (101), Amerikaans kunstschilder
- Hiroaki Sato (55), Japans voetballer
- Anna Sipos (79), Hongaars tafeltennisspeelster

### 2 januari
- Leo van Heugten (57), Nederlands burgemeester

### 3 januari
- Joie Chitwood (75), Amerikaans autocoureur
- Gaston Eyskens (82), Belgisch politicus
- Doc Hopkins (88), Amerikaans musicus en radiopresentator

### 4 januari
- Leo de Block (83), Nederlands politicus

### 7 januari
- Michel Auclair (65) Frans acteur
- Trevor Howard (74), Brits acteur

### 8 januari
- Oscar Soetewey (62), Belgisch atleet

### 9 januari
- Thierry Maulnier (78), Frans journalist en schrijver

### 10 januari
- Hilde Bussmann (73), Duits tafeltennisster

### 11 januari
- Florence Knapp (114), oudste persoon ter wereld
- Isidor Isaac Rabi (89), Amerikaans natuurkundige

### 12 januari
- Taeke Cnossen (93), Nederlands journalist
- Piero Taruffi (81), Italiaans autocoureur

### 13 januari
- Cesar Bogaert (77), Nederlands wielrenner

### 14 januari
- Pietro Chiappini (72), Italiaans wielrenner
- Georgi Malenkov (86), Sovjet-Russisch politicus
- Paul Ribeyre (81), Frans politicus
- Pi Scheffer (78), Nederlands componist

### 15 januari
- R.L. Jankie (54), Surinaams politicus
- Seán MacBride (83), Iers bestuurder en politicus

### 16 januari
- Andrija Artuković (88), Kroatisch politicus
- Ballard Berkeley (83), Brits acteur

### 17 januari
- Angelo de Mojana (82), lid Italiaanse adel

### 19 januari
- Jevgeni Mravinski (84), Russisch dirigent

### 20 januari
- Paul Esser (74), Duits acteur
- Hermann Kündig (83), Zwitsers politicus

### 21 januari
- Jan Massink (64), Nederlands burgemeester
- Abraham Sofaer (91), Amerikaans acteur

### 24 januari
- Werner Fenchel (82), Duits-Deens wiskundige
- Sixta Heddema (75), Nederlands kunstenaar
- Hiroshi Yoneyama (79), Japans zwemmer

### 25 januari
- Chester Boone (81), Amerikaans jazzmusicus
- Ursula von Kardorff (77), Duits schrijfster, journaliste en publiciste
- Colleen Moore (87), Amerikaans actrice

### 26 januari
- Raymond Williams (66), Brits schrijver

### 28 januari
- Klaus Fuchs (76), Duitse kernfysicus en spion
- Piet Jungblut (78), Nederlands beeldhouwer

### 29 januari
- Seth Neddermeyer (80), Amerikaans natuurkundige
- Rogier van Otterloo (46), Nederlands componist, arrangeur en dirigent
- Hans van Welsenis (57), Nederlands politicus

### 30 januari
- Kees Pellenaars (74), Nederlands wielrenner en ploegleider

### 31 januari
- Corry Vonk (86), Nederlands actrice en cabaretière

## Februari

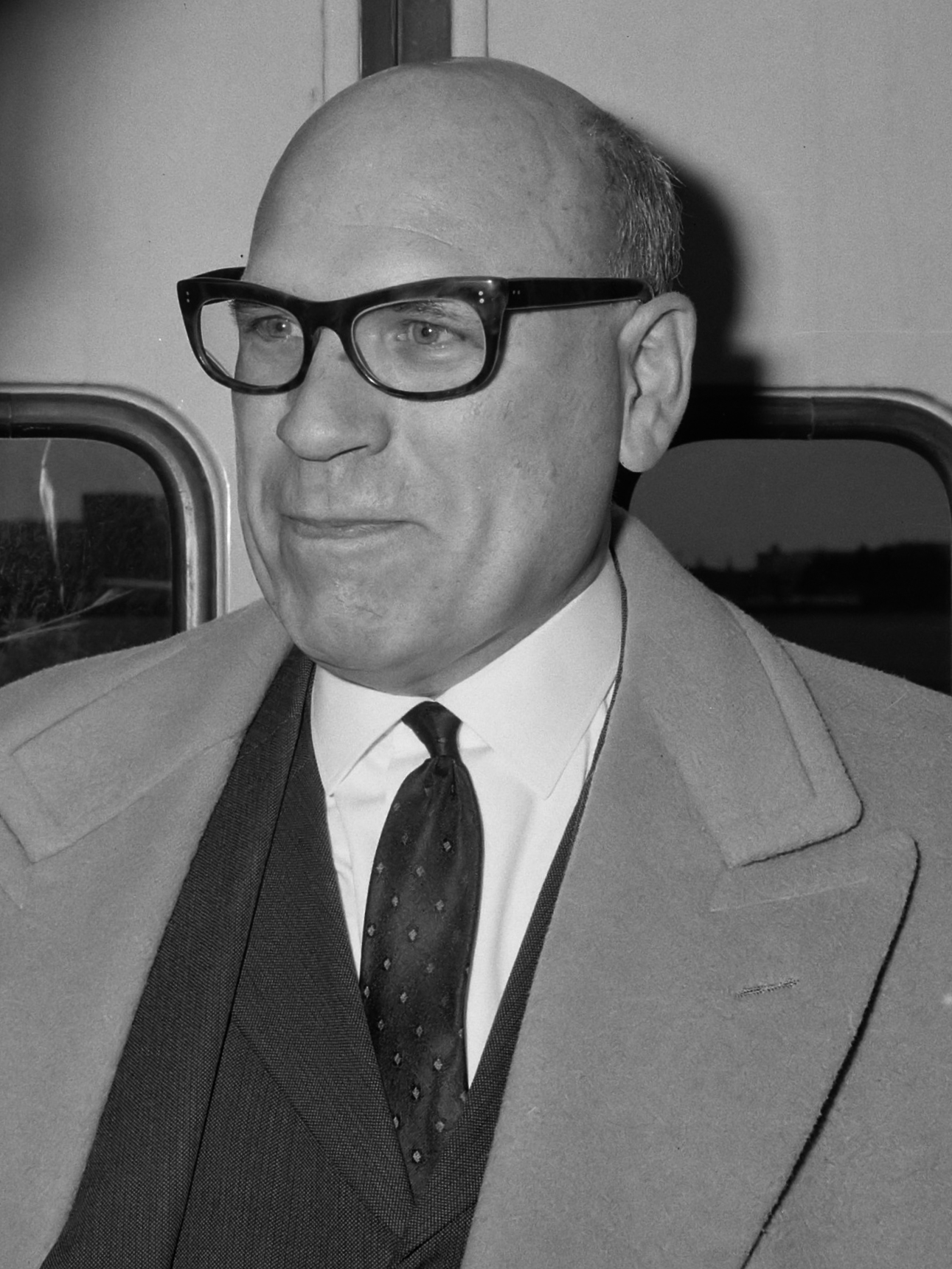
Reinder Zwolsman
1 februari

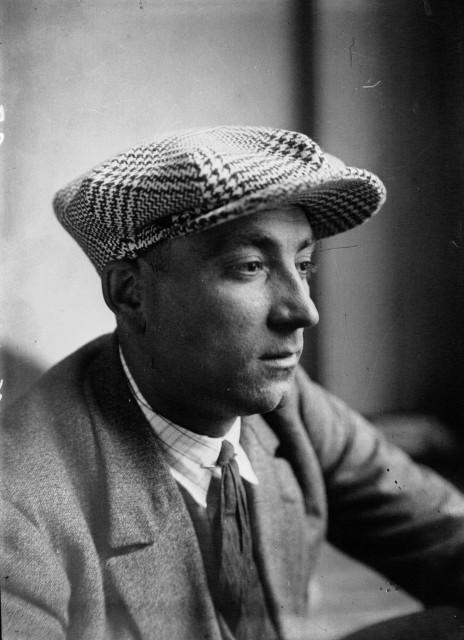
Auguste Verdyck
14 februari

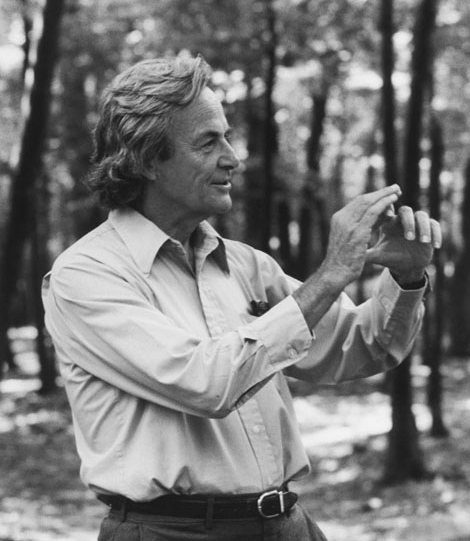
Richard Feynman
15 februari

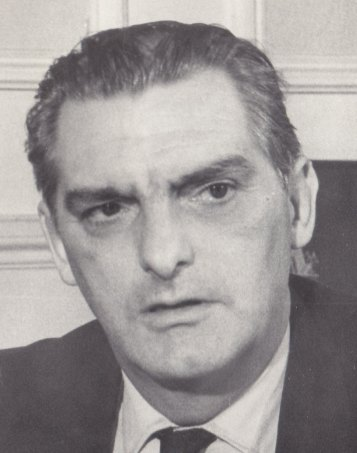
Jean Blume
28 februari

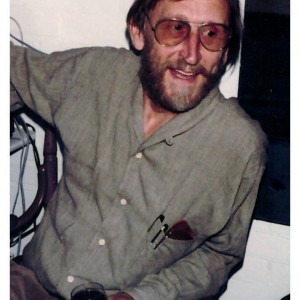
Jan Budding
29 februari

| 1 | 2 | 3 | 4 | 5 | 6 | 7 | 8 | 9 | 10 | 11 | 12 | 13 | 14 | 15 | 16 | 17 | 18 | 19 | 20 | 21 | 22 | 23 | 24 | 25 | 26 | 27 | 28 | 29 |
| - | - | - | - | - | - | - | - | - | -- | -- | -- | -- | -- | -- | -- | -- | -- | -- | -- | -- | -- | -- | -- | -- | -- | -- | -- | -- |

### 1 februari
- Fritz Heider (91), Oostenrijks psycholoog
- Heather O'Rourke (12), Amerikaans actrice
- Reinder Zwolsman (75), Nederlands zakenman

### 2 februari
- André Magnée (57), Belgisch politicus

### 3 februari
- J.H. Moesman (79), Nederlands kunstschilder
- John S. Thompson (71), Amerikaans honkbalspeler en militair

### 4 februari
- Willem Jozef Marie Berger (66), Nederlands rechtsgeleerde

### 5 februari
- Ove Arup (92), Brits ingenieur
- Emeric Pressburger (85), Hongaars-Britse filmregisseur

### 6 februari
- Gary Berland (41), Amerikaans pokerspeler
- Carmen Polo (87), Spaans presidentsvrouw
- Zvonimir Rogoz (100), Kroatisch acteur

### 7 februari
- Lin Carter (57), Amerikaans schrijfster
- Jacob van der Gaag (83), Nederlands verzetsstrijder

### 13 februari
- Léon Goossens (92), Brits hoboïst
- Tim Griek (43), Nederlands muziekproducent

### 14 februari
- Gerard Holt (83), Nederlands architect
- Jan de Kreek (84), Nederlands voetballer
- Frederick Loewe (86), Amerikaans componist
- Cal Niday (73), Amerikaans autocoureur
- Auguste Verdyck (86), Belgisch wielrenner
- Joseph Wresinski (71), Frans geestelijk leider

### 15 februari
- Richard Feynman (69), Amerikaans natuurkundige
- Cees Robben (78), Nederlands kunstenaar

### 18 februari
- Jan Johannes Bosma (91), Nederlands tuinarchitect

### 19 februari
- René Char (80), Frans schrijver en dichter
- André Frédéric Cournand (95), Amerikaans medicus en Nobelprijswinnaar

### 20 februari
- Heinrich-Georg von Eppinghoven (95), lid Duitse adel
- Josef Röther (80), Duits militair
- Ferry Wienneke (59), Nederlands orkestleider en musicus

### 21 februari
- Cornelis van Eesteren (90), Nederlands architect
- Jan Emmens (90), Nederlands politicus
- Martin Winter (32), Oost-Duits roeier

### 22 februari
- Solomon Cutner (85), Brits pianist

### 23 februari
- Edward Bevan (80), Brits roeier

### 24 februari
- Memphis Slim (72), Amerikaans pianist

### 28 februari
- Jean Blume (72), Belgisch politicus

### 29 februari
- Jan Budding (66), Nederlands kunstenaar
- Willem Jan Wognum (79), Nederlands burgemeester

## Maart

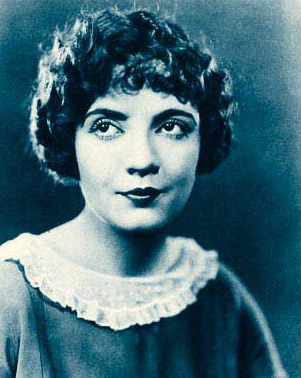
Lois Wilson
3 maart

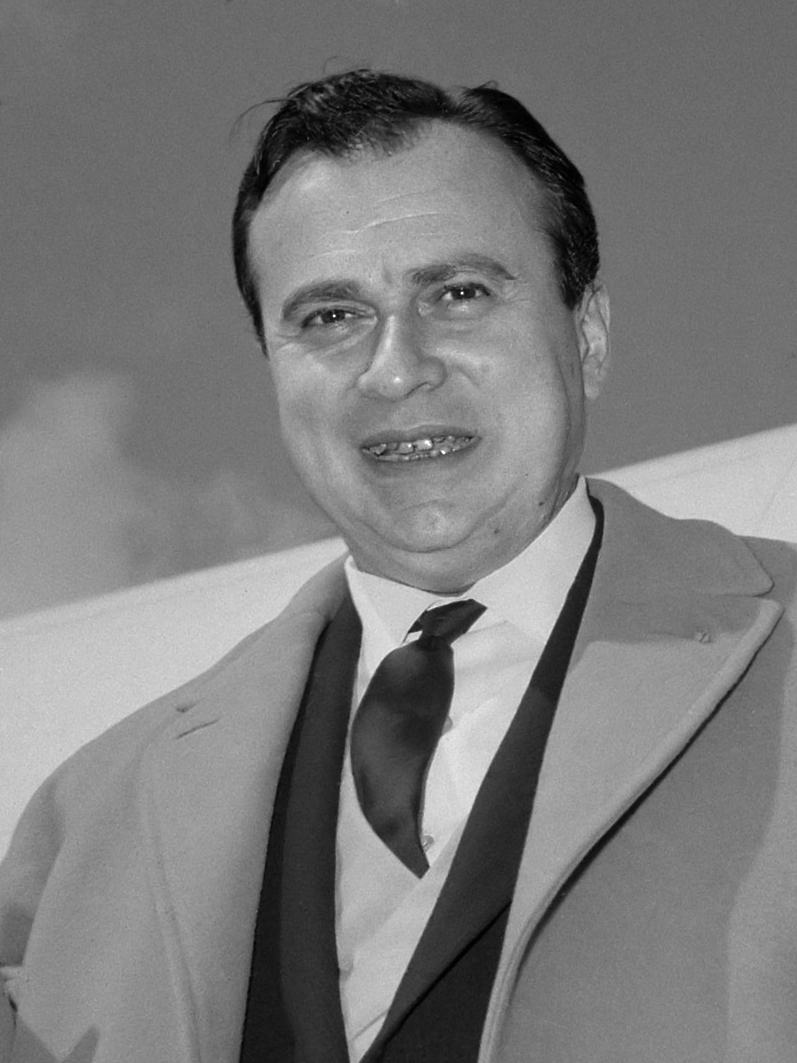
Henryk Szeryng
8 maart

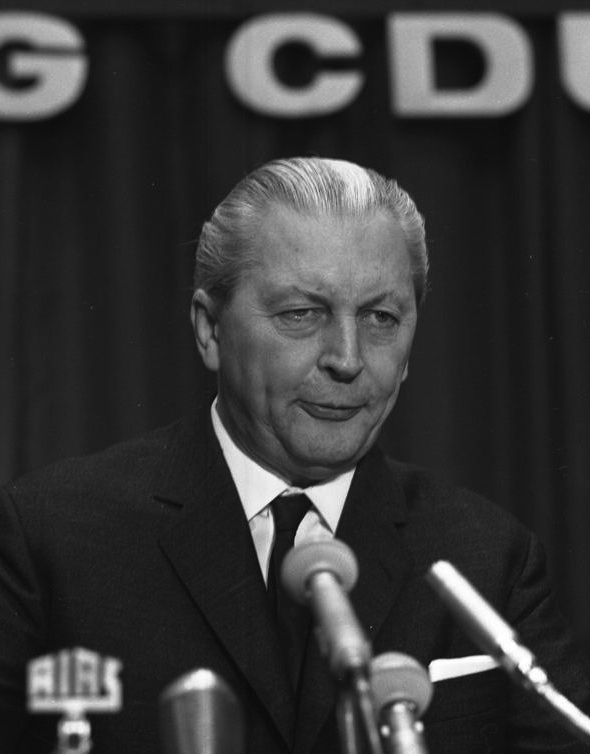
Kurt Georg Kiesinger
9 maart

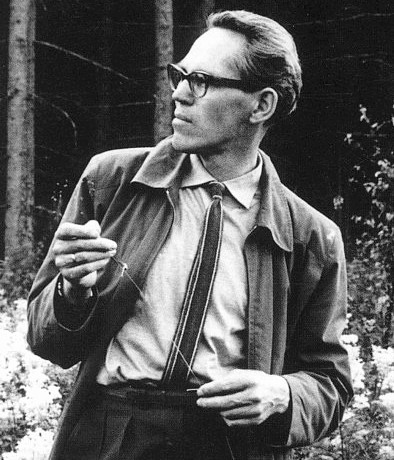
Yngve Ekström
13 maart

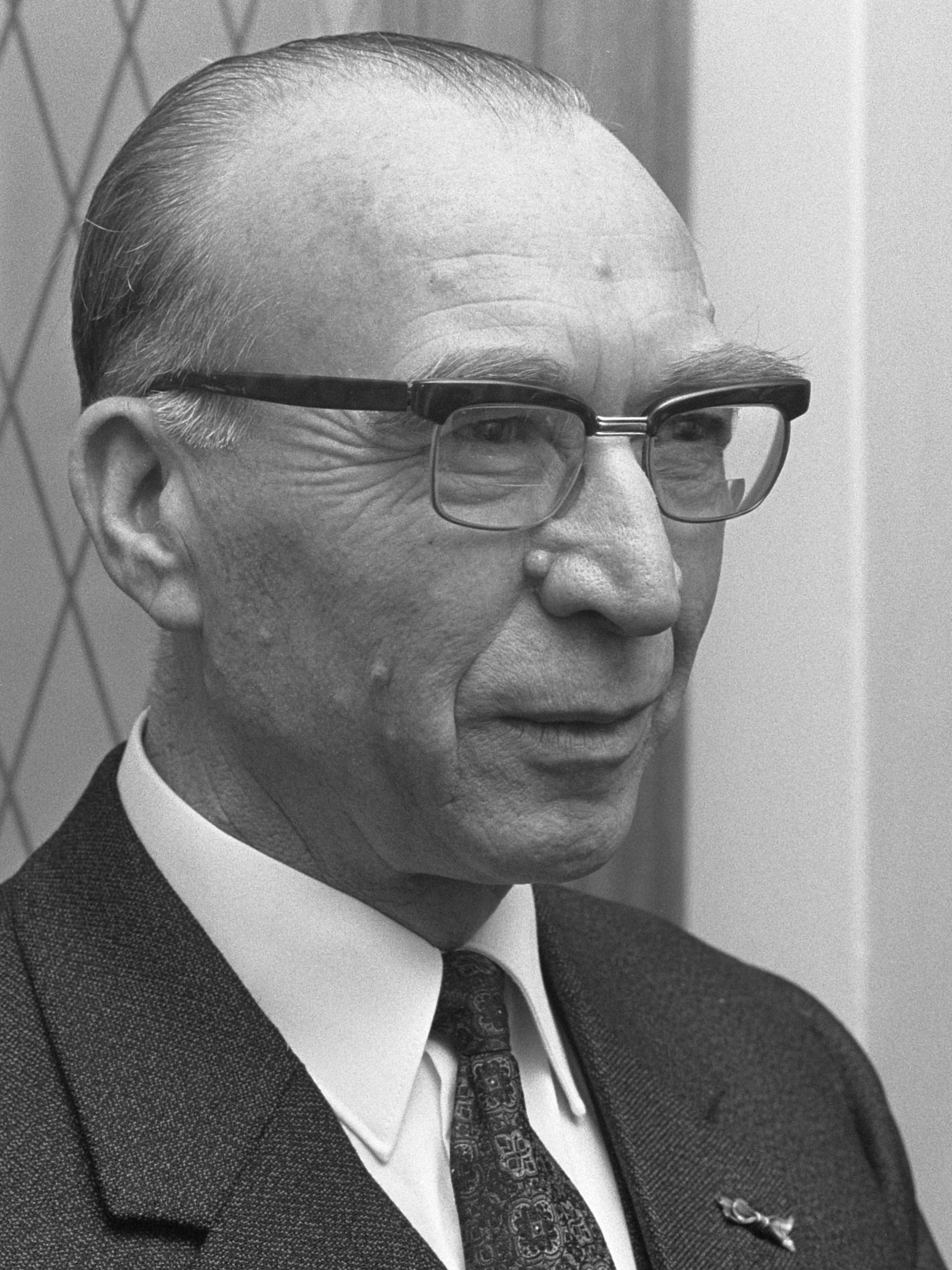
Henk Kikkert
20 maart

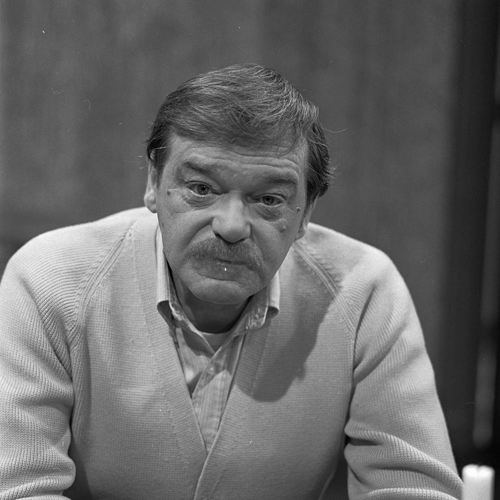
Jan Blaaser
28 maart

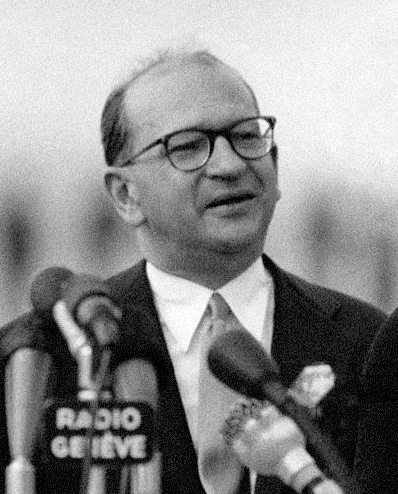
Edgar Faure
30 maart

| 1 | 2 | 3 | 4 | 5 | 6 | 7 | 8 | 9 | 10 | 11 | 12 | 13 | 14 | 15 | 16 | 17 | 18 | 19 | 20 | 21 | 22 | 23 | 24 | 25 | 26 | 27 | 28 | 29 | 30 | 31 |
| - | - | - | - | - | - | - | - | - | -- | -- | -- | -- | -- | -- | -- | -- | -- | -- | -- | -- | -- | -- | -- | -- | -- | -- | -- | -- | -- | -- |

### 1 maart
- Leo Vandeweghe (81), Belgisch politicus

### 3 maart
- Lois Wilson (93), Amerikaans actrice
- Sewall Wright (98), Amerikaans geneticus en evolutiebioloog

### 4 maart
- Fernand Feys (79), Belgisch burgemeester

### 5 maart
- János Németh (81), Hongaars waterpolospeler

### 6 maart
- Theodoor Gautier Thomas Pigeaud (89), Nederlands javanicus

### 7 maart
- Hugo Burgerhout (74), Nederlands militair
- Divine (42), Amerikaans acteur en zanger
- Olof Stahre (78), Zweeds ruiter

### 8 maart
- Henryk Szeryng (69), Pools violist

### 9 maart
- Jozef Ghyssels (63), Belgisch politicus
- Kurt Georg Kiesinger (83), West-Duits politicus
- Teddy Schaank (66), Nederlands actrice

### 10 maart
- Andy Gibb (30), Brits-Australisch zanger

### 11 maart
- Christianna Brand (80), Brits schrijfster
- Harry Brauner (80), Roemeens etnomusicoloog en hoogleraar
- Karel van Seben (94), Nederlands kunstenaar

### 12 maart
- Ernst Bauer (74), Duits onderzeebootkapitein

### 13 maart
- Yngve Ekström (74), Zweeds architect
- Cees Groot (55), Nederlands voetballer
- John Holmes (43), Amerikaans pornoster

### 14 maart
- Reinhold Ebertin (87), Duits astroloog
- Ru den Hamer (70), Nederlands waterpolospeler

### 15 maart
- Frank S. Perkins (79), Amerikaans componist

### 16 maart
- Erich Probst (60), Oostenrijks voetballer

### 19 maart
- Francis Lefebure (71), Frans medicus

### 20 maart
- Daniël Apolonius Delprat (98), Nederlands politicus
- Gil Evans (75), Amerikaans jazzmusicus
- Henk Kikkert (75), Nederlands politicus

### 22 maart
- Albert Benz (60), Zwitsers componist
- Wim Oepts (83), Nederlands kunstenaar

### 23 maart
- Herbert Volwahsen (81), Duits beeldhouwer

### 24 maart
- Roger Loyer (80), Frans autocoureur

### 25 maart
- Pjotr Galperin (85), Russisch psycholoog

### 26 maart
- Jan van den Weghe (67), Belgisch dichter en schrijver

### 27 maart
- Renato Salvatori (55), Italiaans acteur

### 28 maart
- Jan Blaaser (65), Nederlands cabaretier

### 30 maart
- Edgar Faure (79), Frans politicus
- Fritz Helmut Landshoff (86), Duits-Nederlands uitgever

### 31 maart
- William McMahon (80), Australisch politicus
- Joris Minne (90), Belgisch kunstenaar
- Jean Sidobre (63), Frans striptekenaar en illustrator

## April

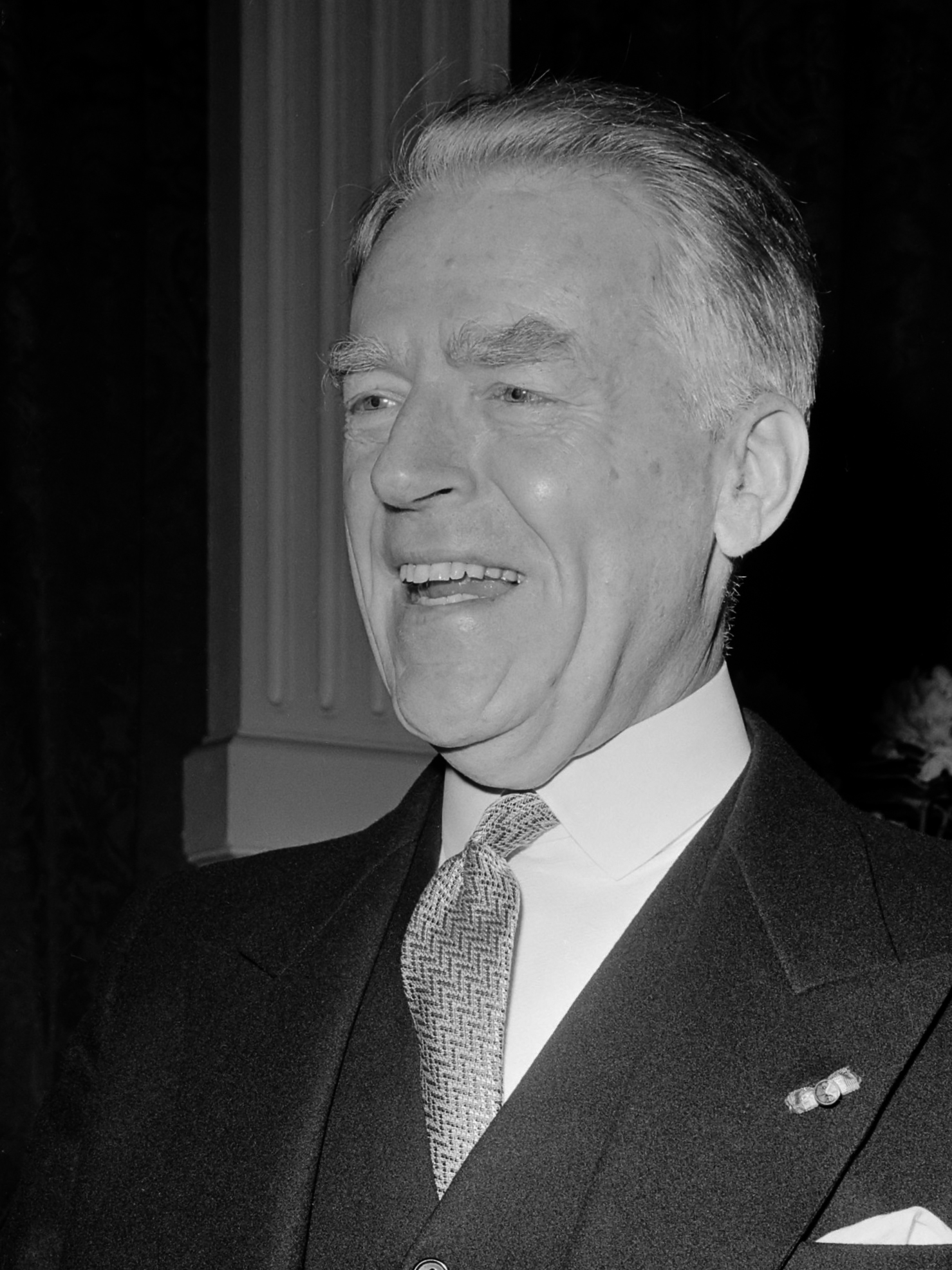
Marius Holtrop
1 april

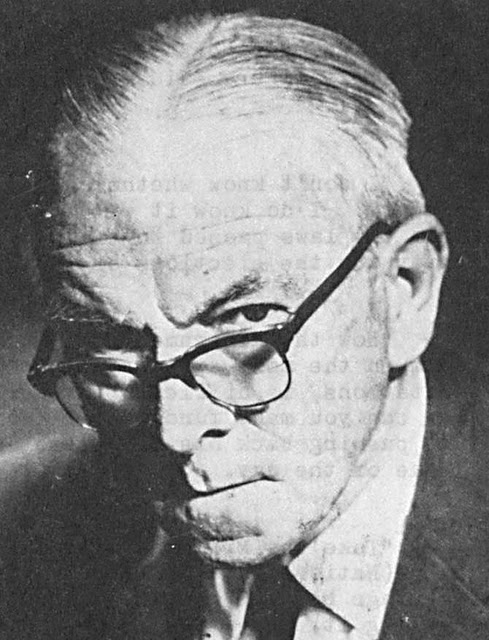
Alan Paton
12 april

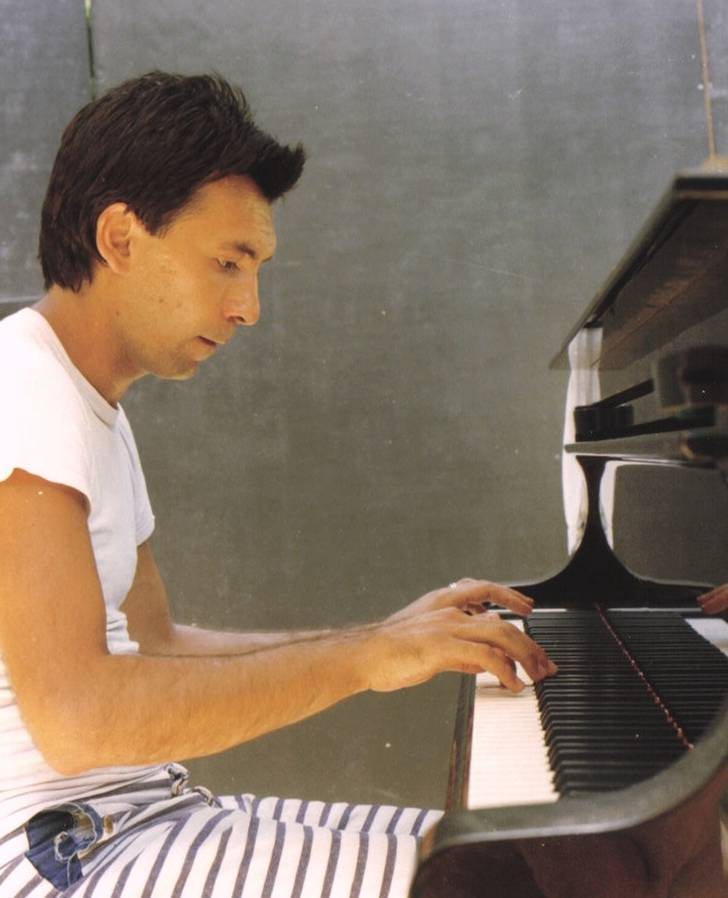
Youri Egorov
15 april

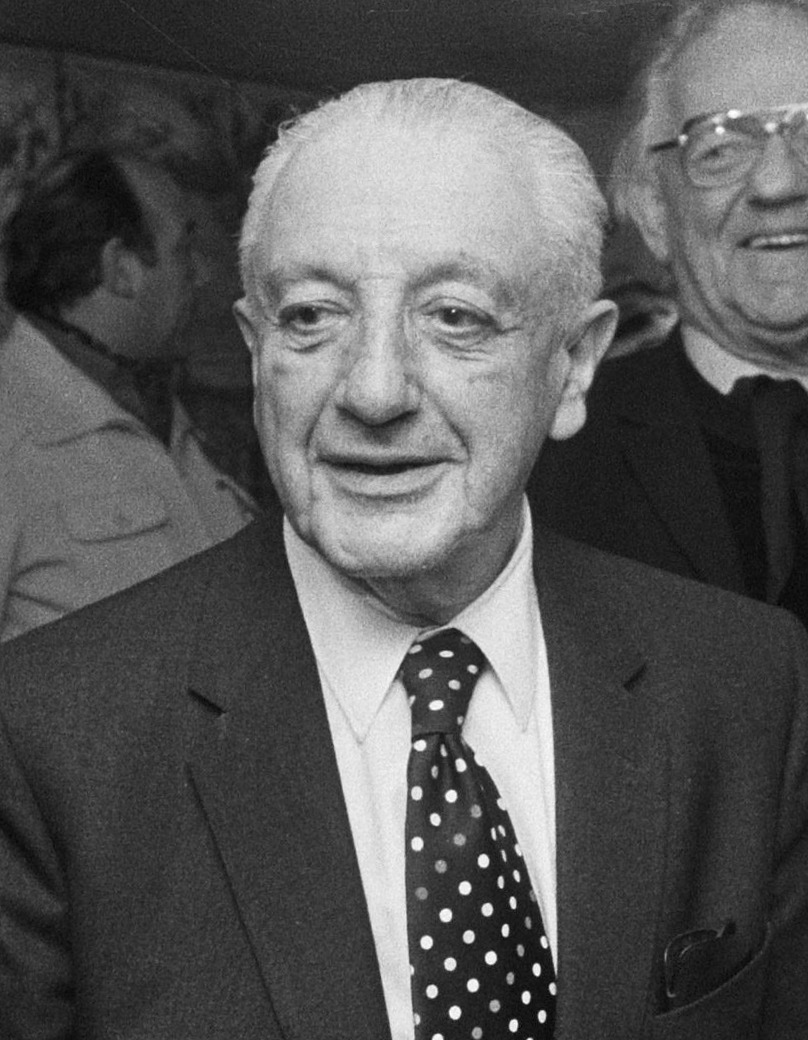
Jacques de Kadt
16 april

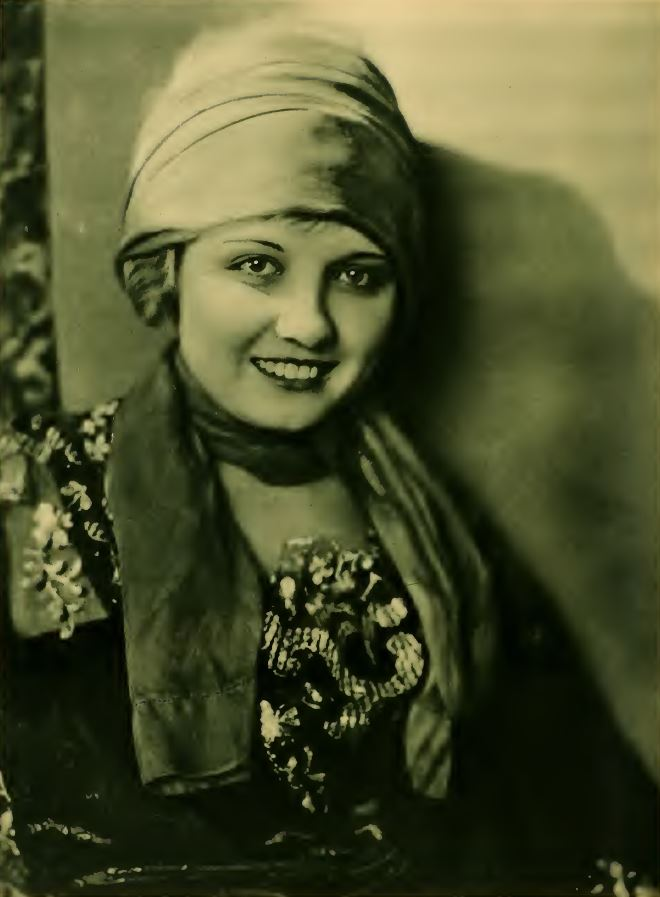
Eva Novak
17 april

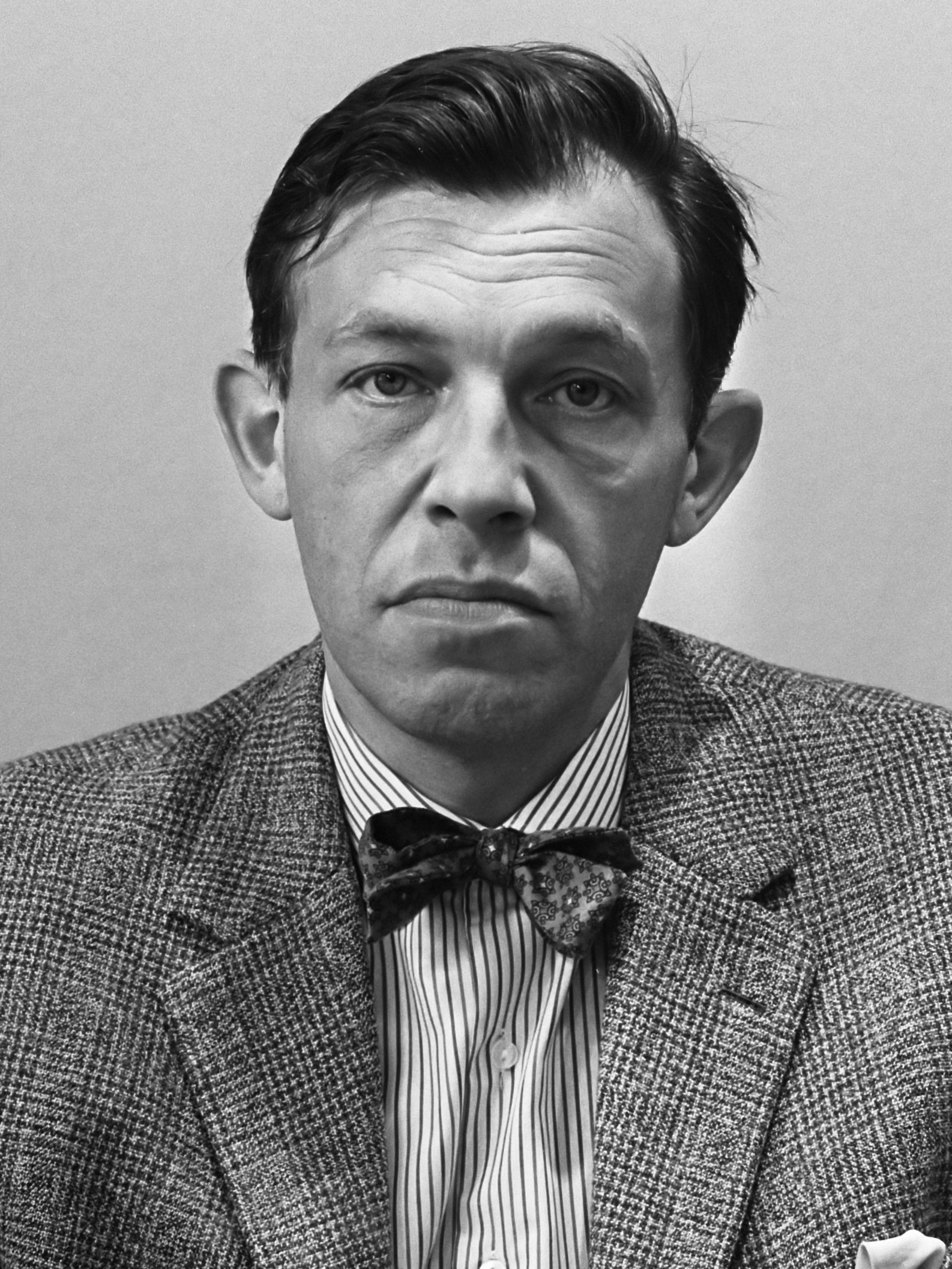
Kees Trimbos
26 april

| 1 | 2 | 3 | 4 | 5 | 6 | 7 | 8 | 9 | 10 | 11 | 12 | 13 | 14 | 15 | 16 | 17 | 18 | 19 | 20 | 21 | 22 | 23 | 24 | 25 | 26 | 27 | 28 | 29 | 30 |
| - | - | - | - | - | - | - | - | - | -- | -- | -- | -- | -- | -- | -- | -- | -- | -- | -- | -- | -- | -- | -- | -- | -- | -- | -- | -- | -- |

### 1 april
- Tjitze Faber (67), Nederlands politicus
- Marius Holtrop (85), Nederlands bankier en bestuurder
- Arie Nederlof (80), Nederlands classicus

### 2 april
- Meiro Sugahara (91), Japans componist

### 6 april
- Pierre Prévert (81), Frans filmregisseur
- Ernst Ludwig Uray (81), Oostenrijks componist

### 10 april
- Shigeo Sugiura (70), Japans zwemmer

### 11 april
- Dirk Nijs (82), Nederlands voetbalscheidsrechter

### 12 april
- Colette Deréal (60), Frans actrice en zangeres
- Alan Paton (85), Zuid-Afrikaans schrijver

### 14 april
- Pony Poindexter (62), Amerikaans jazzsaxofonist

### 15 april
- Han G. Hoekstra (81), Nederlands schrijver
- Maria Ullfah Santoso (76), Indonesische activiste voor vrouwenrechten en onafhankelijkheid en politicus
- Karel van Veen (89), Nederlands kunstschilder

### 16 april
- José Dolhem (43), Frans autocoureur
- Youri Egorov (33), Russisch pianist
- Jacques de Kadt (90), Nederlands politicus
- Georges Loumaye (95), Belgisch politicus

### 17 april
- Toni Frissell (81), Amerikaans fotografe
- Robin Lawler (62), Iers voetballer
- Louise Nevelson (88), Amerikaans beeldhouwster
- Eva Novak (90), Amerikaans actrice

### 18 april
- Antonín Puč (80), Tsjechisch voetballer

### 21 april
- I.A.L. Diamond (67), Amerikaans scenarioschrijver
- Paul Steinitz (78), Brits dirigent

### 23 april
- Joris Collet (68), Belgisch hoorspelacteur
- Paul Grégoire (73), Nederlands beeldhouwer

### 24 april
- Bram Groeneweg (83), Nederlands atleet

### 25 april
- Boris Kremenliev (76), Bulgaars-Amerikaanse componist
- Clifford D. Simak (83), Amerikaans schrijver
- Valerie Solanas (52), Amerikaans crimineel

### 26 april
- Kees Trimbos (68), Nederlands psychiater

### 27 april
- Jo Nabben (76), Nederlands schrijfster
- Frans Naerebout (72), Nederlands kunstschilder

### 28 april
- Donald J. Borror (80), Amerikaans entomoloog

### 30 april
- Max Lobato (87), Surinaams politicus

## Mei

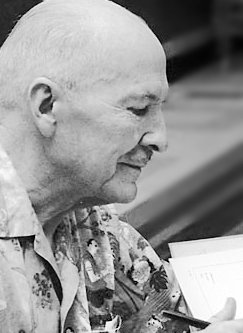
Robert Heinlein
8 mei

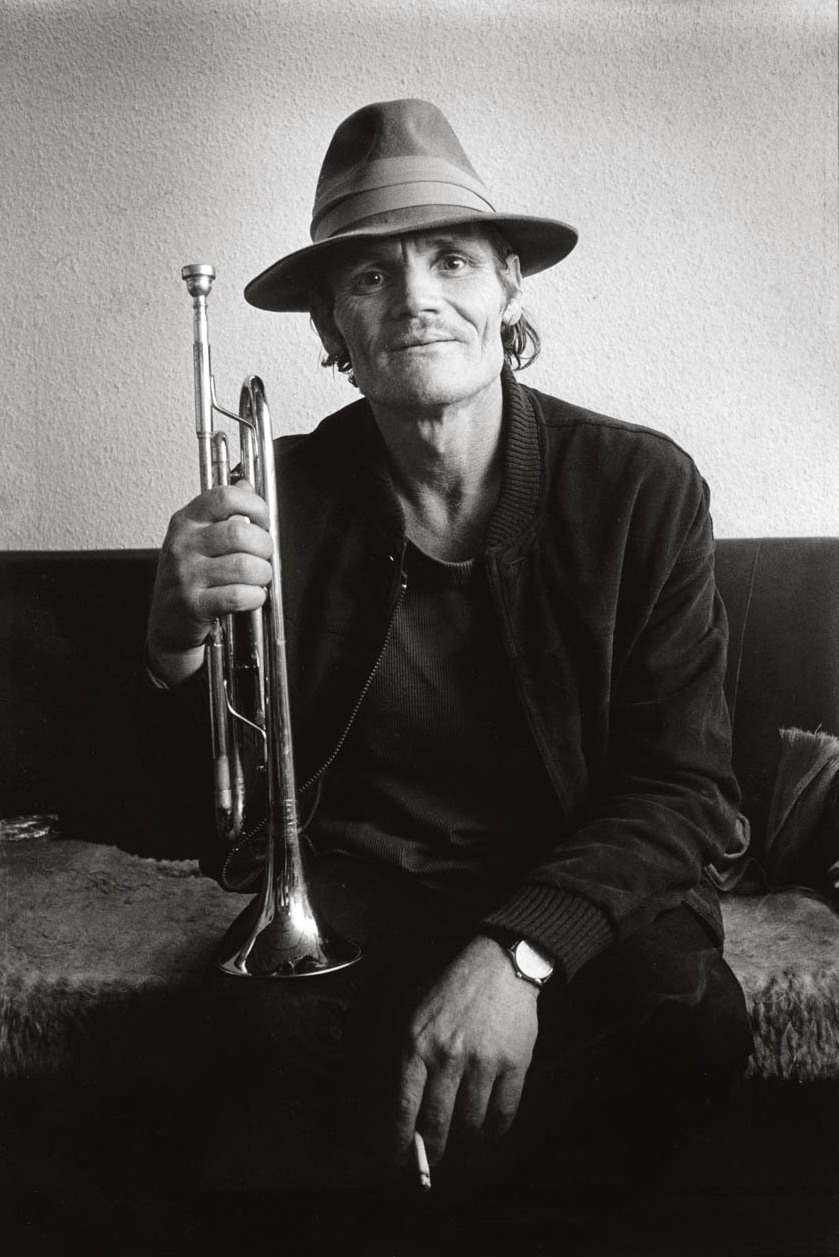
Chet Baker
13 mei

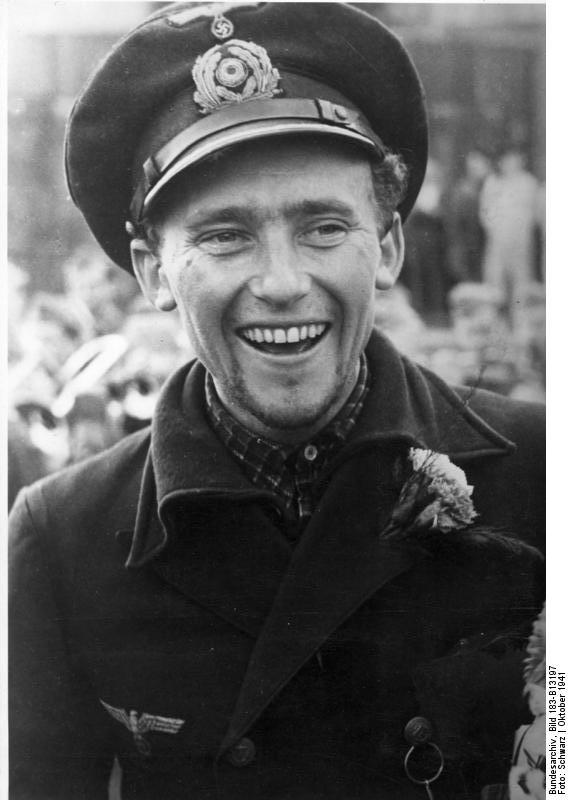
Friedrich Guggenberger
13 mei

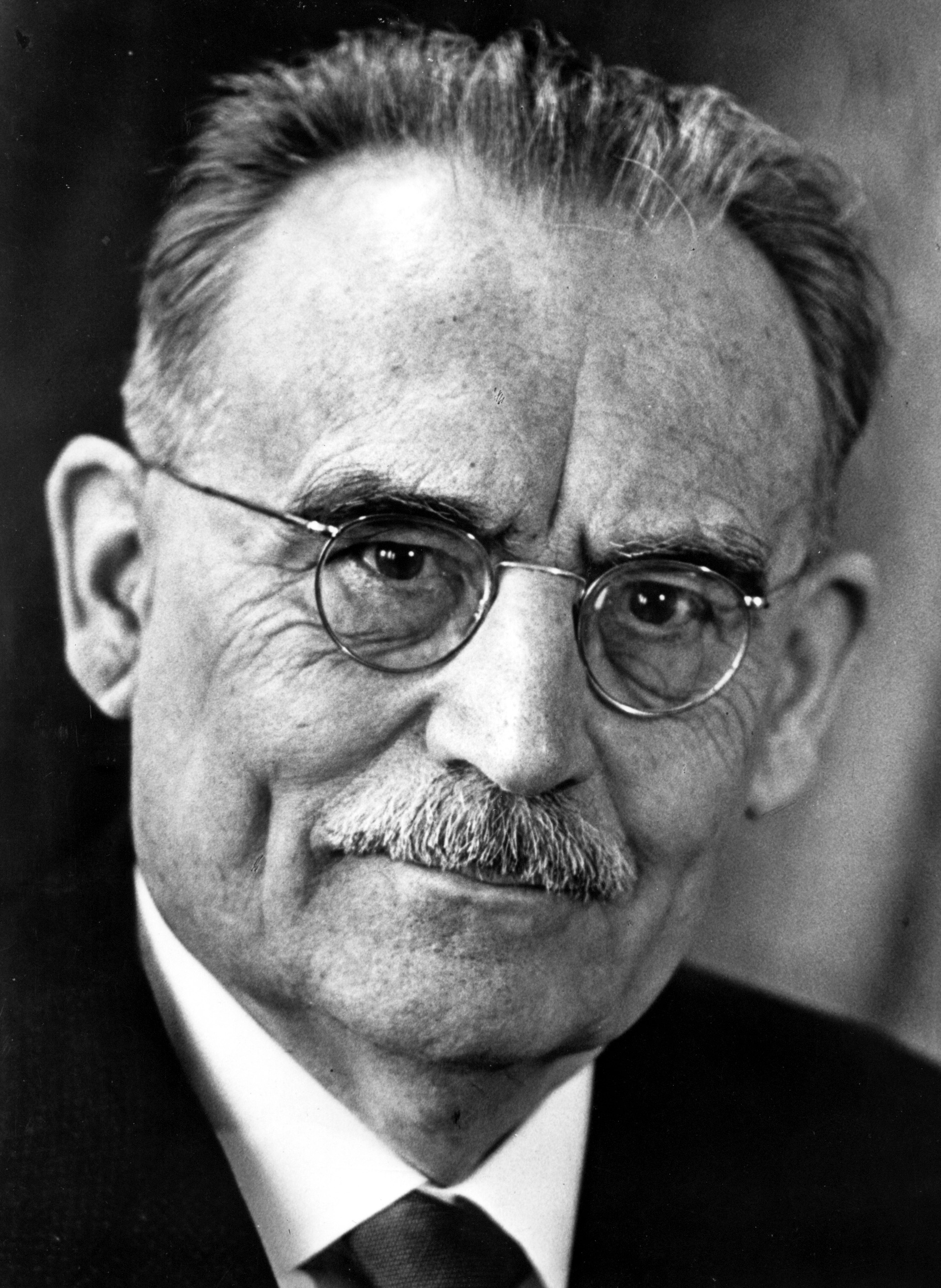
Willem Drees
14 mei

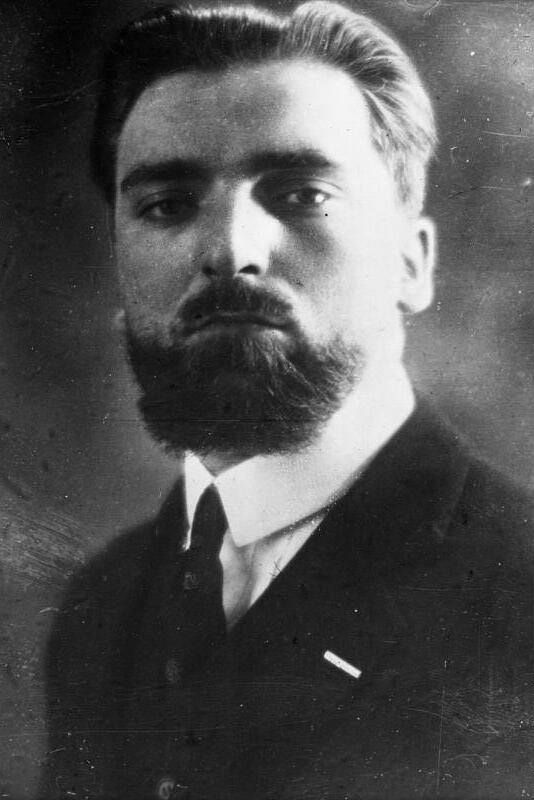
Dino Grandi
21 mei

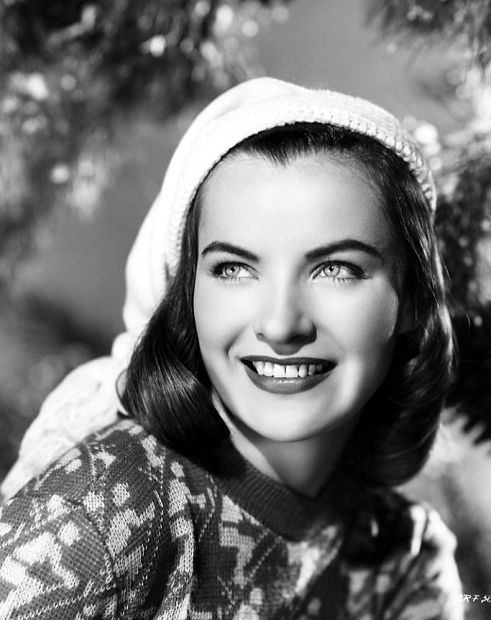
Ella Raines
30 mei

| 1 | 2 | 3 | 4 | 5 | 6 | 7 | 8 | 9 | 10 | 11 | 12 | 13 | 14 | 15 | 16 | 17 | 18 | 19 | 20 | 21 | 22 | 23 | 24 | 25 | 26 | 27 | 28 | 29 | 30 | 31 |
| - | - | - | - | - | - | - | - | - | -- | -- | -- | -- | -- | -- | -- | -- | -- | -- | -- | -- | -- | -- | -- | -- | -- | -- | -- | -- | -- | -- |

### 1 mei
- Paolo Stoppa (81), Italiaans acteur

### 3 mei
- Lev Pontrjagin (79), Russisch wiskundige
- Walther Vanbeselaere (79), Belgisch kunsthistoricus

### 4 mei
- Jo van Dijk (75), Nederlandse homorechtenactivist
- Stanley William Hayter (86), Brits kunstenaar en graficus

### 5 mei
- Cook Brummer (88), Nederlands ondernemer en verzetsstrijder

### 6 mei
- Costantino Nivola (76), Italiaans schilder en beeldhouwer

### 7 mei
- Elly Strassburger (78), Nederlands circusdirecteur

### 8 mei
- Robert Heinlein (80), Amerikaans science-fictionschrijver
- Nappy Lamare (82), Amerikaans jazzmusicus
- Otto Nitze (63), Duits componist

### 10 mei
- Ciarán Bourke (53), Iers folkmusicus
- Joop van der Ven (80), Nederlands jurist

### 11 mei
- Kim Philby (76), Brits spion

### 13 mei
- Chet Baker (58), Amerikaans jazztrompettist
- Sergej Gorsjkov (78), Russisch militair
- Friedrich Guggenberger (73), Duits onderzeebootkapitein

### 14 mei
- Willem Drees (101), Nederlands politicus
- Florence Hooton (75), Brits celliste
- Aschwin zur Lippe-Biesterfeld (73), lid Duitse adel

### 15 mei
- Archibald Dumbar (71), Nederlands kunstenaar

### 16 mei
- Bartele Broer Bakker (70), Nederlands militair
- Anatoli Masljonkin (57), Sovjet-voetballer

### 20 mei
- René Defossez (82), Belgisch componist
- Jan van der Pluijm (68), Nederlands econoom en journalist

### 21 mei
- Dino Grandi (92), Italiaans politicus
- David Robert Morgan (55), Brits componist

### 22 mei
- Giorgio Almirante (73), Italiaans politicus

### 24 mei
- Freddie Frith (78), Brits motorcoureur

### 25 mei
- Wietze van der Sluis (64), Nederlands politicus
- Karl Wittfogel (91), Duits-Amerikaans historicus

### 26 mei
- Ru van Veen (75), Nederlands musicus

### 27 mei
- Otto Bender (90), Duits burgemeester
- Ernst Ruska (81), Duits natuurkundige

### 28 mei
- Henrik Scholte (85), Nederlands schrijver

### 29 mei
- Henry Johansen (83), Noors voetballer
- Salem bin Laden (42), Saoedisch zakenman
- Siaka Stevens (82), Sierra Leoons politicus

### 30 mei
- Ella Raines (67), Amerikaans actrice

## Juni

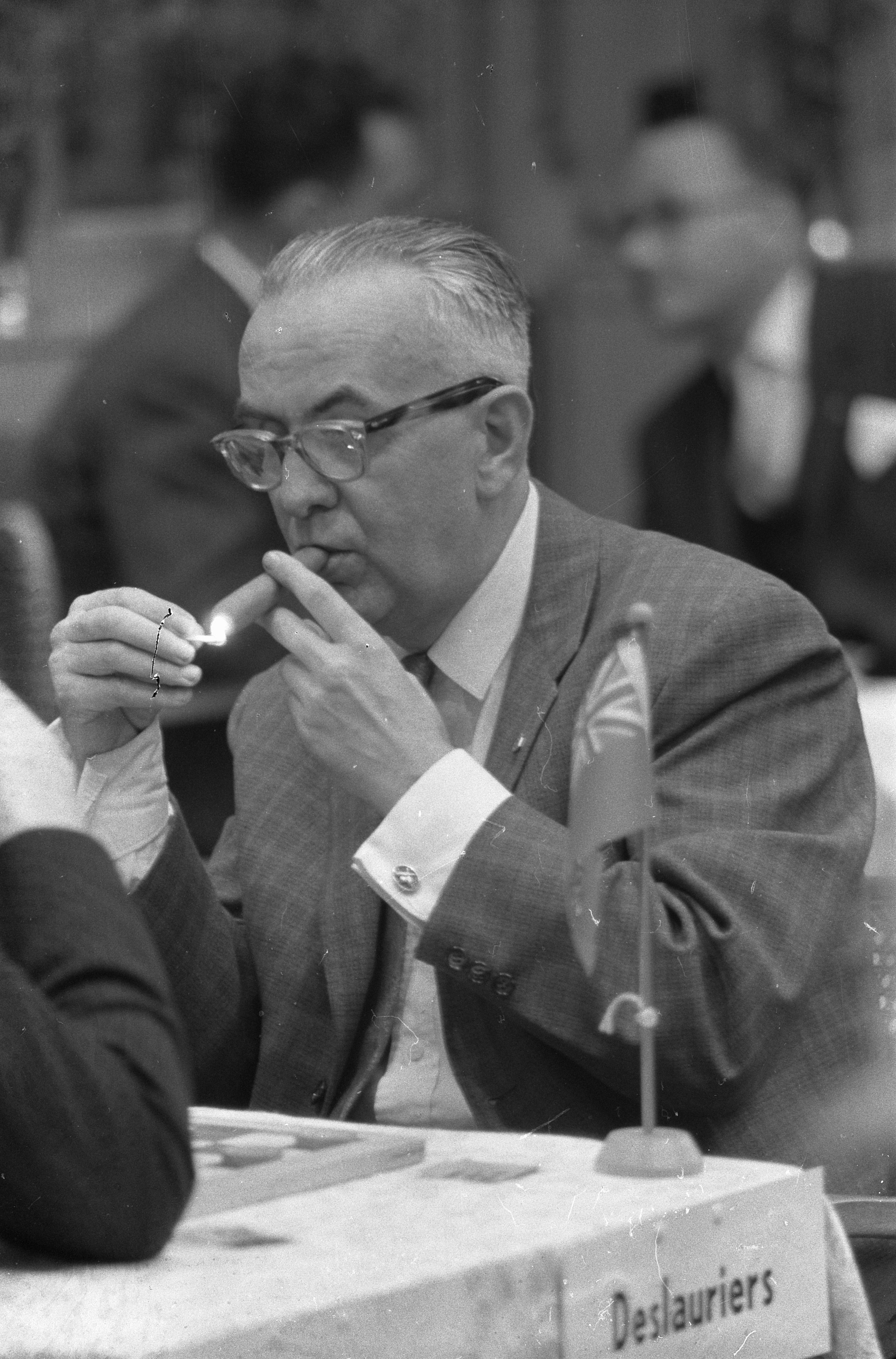
Marcel Deslauriers
4 juni

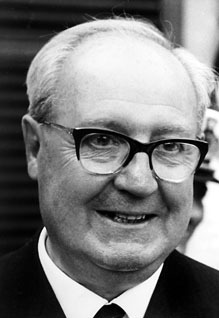
Giuseppe Saragat
11 juni

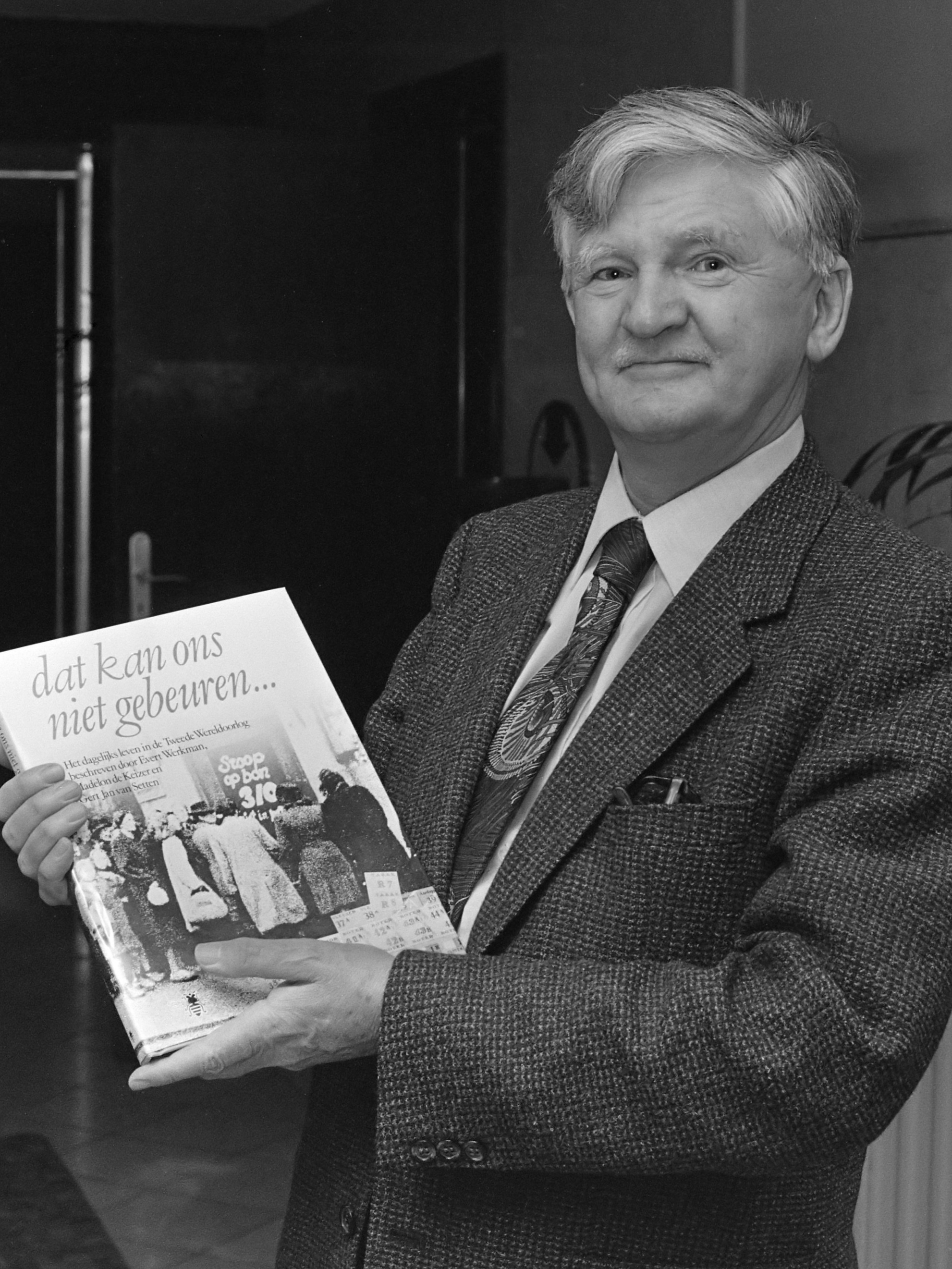
Evert Werkman
25 juni

| 1 | 2 | 3 | 4 | 5 | 6 | 7 | 8 | 9 | 10 | 11 | 12 | 13 | 14 | 15 | 16 | 17 | 18 | 19 | 20 | 21 | 22 | 23 | 24 | 25 | 26 | 27 | 28 | 29 | 30 |
| - | - | - | - | - | - | - | - | - | -- | -- | -- | -- | -- | -- | -- | -- | -- | -- | -- | -- | -- | -- | -- | -- | -- | -- | -- | -- | -- |

### 1 juni
- Herbert Feigl (85), Oostenrijks filosoof
- Peter Hurkos (77), Nederlands helderziende

### 3 juni
- Anna Mahler (83), Oostenrijks beeldhouwster
- Theodore de Smeth van Deurne (69), Nederlands burgemeester

### 4 juni
- Marcel Deslauriers (82), Canadees dammer

### 5 juni
- Gaston Ariën (81), Belgisch impresario en filmregisseur
- Marc Baert (87), Belgisch volksfiguur

### 6 juni
- Jacques Ledoux (66), Belgisch filmconservator

### 8 juni
- Gerard Wiarda (81), Nederlands jurist

### 10 juni
- Arthur Gary Bishop (35), Amerikaans misdadiger
- Henryk Stażewski (94), Pools kunstschilder
- Josep Tarradellas (89), Spaans politicus
- George de Vos (65), Nederlands politicus

### 11 juni
- Giuseppe Saragat (89), Italiaans politicus

### 12 juni
- Gennadi Krasnitski (47), Sovjet voetballer en trainer
- Marcel Poot (87), Belgisch componist en klarinettist

### 13 juni
- Geesje Kwakkel (108), oudste persoon in Nederland

### 16 juni
- Raymond Passat (74), Frans wielrenner

### 17 juni
- Alfred Renard (93), Belgisch ingenieur en verzetsstrijder

### 18 juni
- Archie Cochrane (79), Brits medicus

### 22 juni
- Burrill Phillips (80), Amerikaans componist
- Ludo Sels (71), Belgisch politicus
- Gerard de Wit (69), Nederlands golfspeler

### 23 juni
- Magdalena Van Daele-Huys (81), Belgisch politicus
- Hakkie Holdert (81), Nederlands ondernemer en collaborateur

### 25 juni
- Mildred Elizabeth Gillars (87), Amerikaans collaborateur
- Evert Hoedemaker (92), Nederlands ondernemer en avonturier
- Hillel Slovak (26), Amerikaans gitarist
- Evert Werkman (73), Nederlands journalist en tekstschrijver

### 26 juni
- Hans Urs von Balthasar (82), Zwitsers theoloog

### 27 juni
- Louis Versyp (79), Belgisch voetballer en voetbalcoach

### 28 juni
- Raymond Miroir (72), Belgisch politicus
- Karl Pfortner (68), Duits componist

## Juli

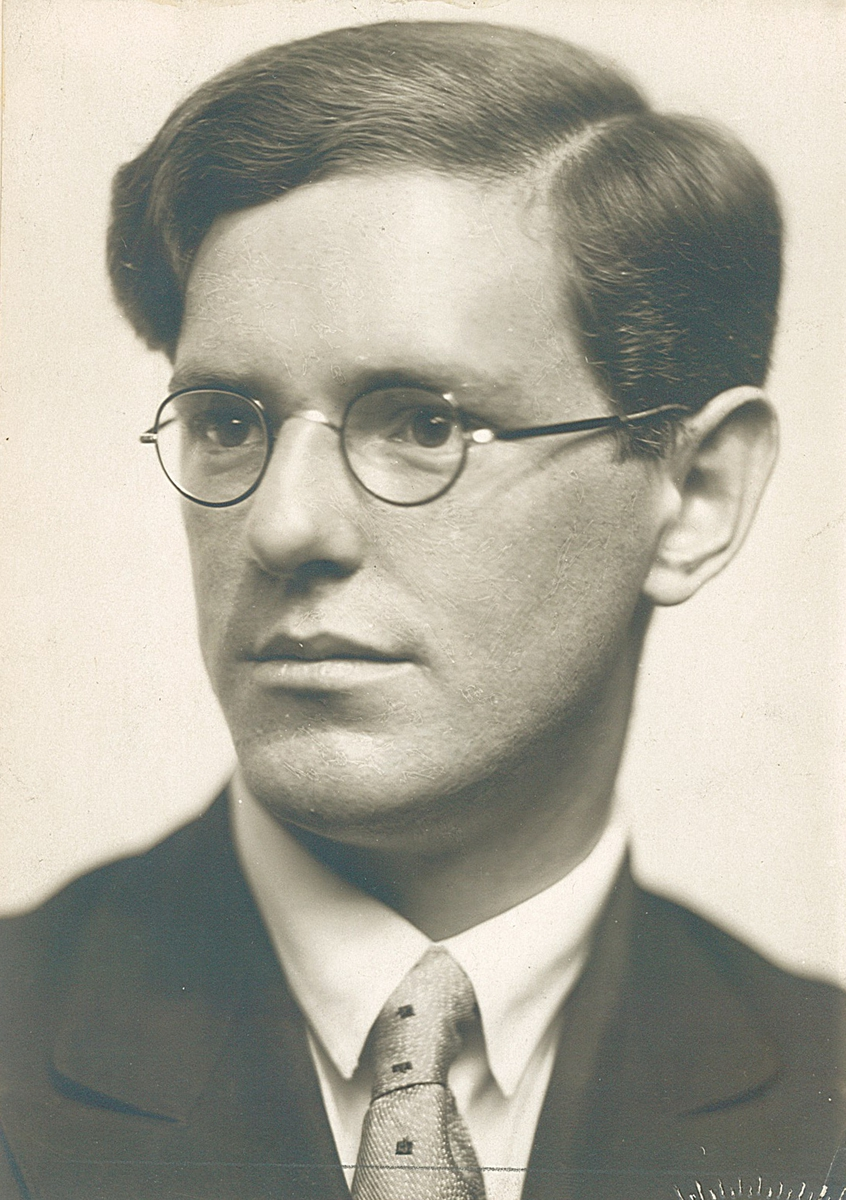
Robert Riefling
1 juli

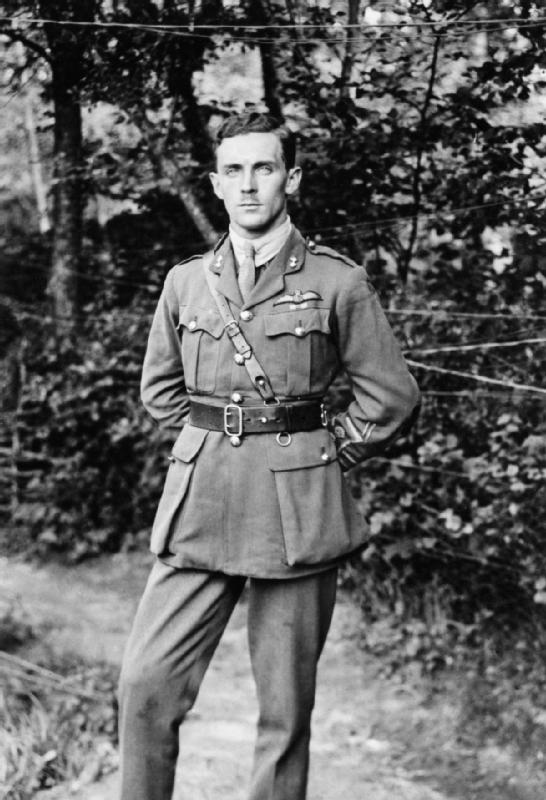
Freddie West
8 juli

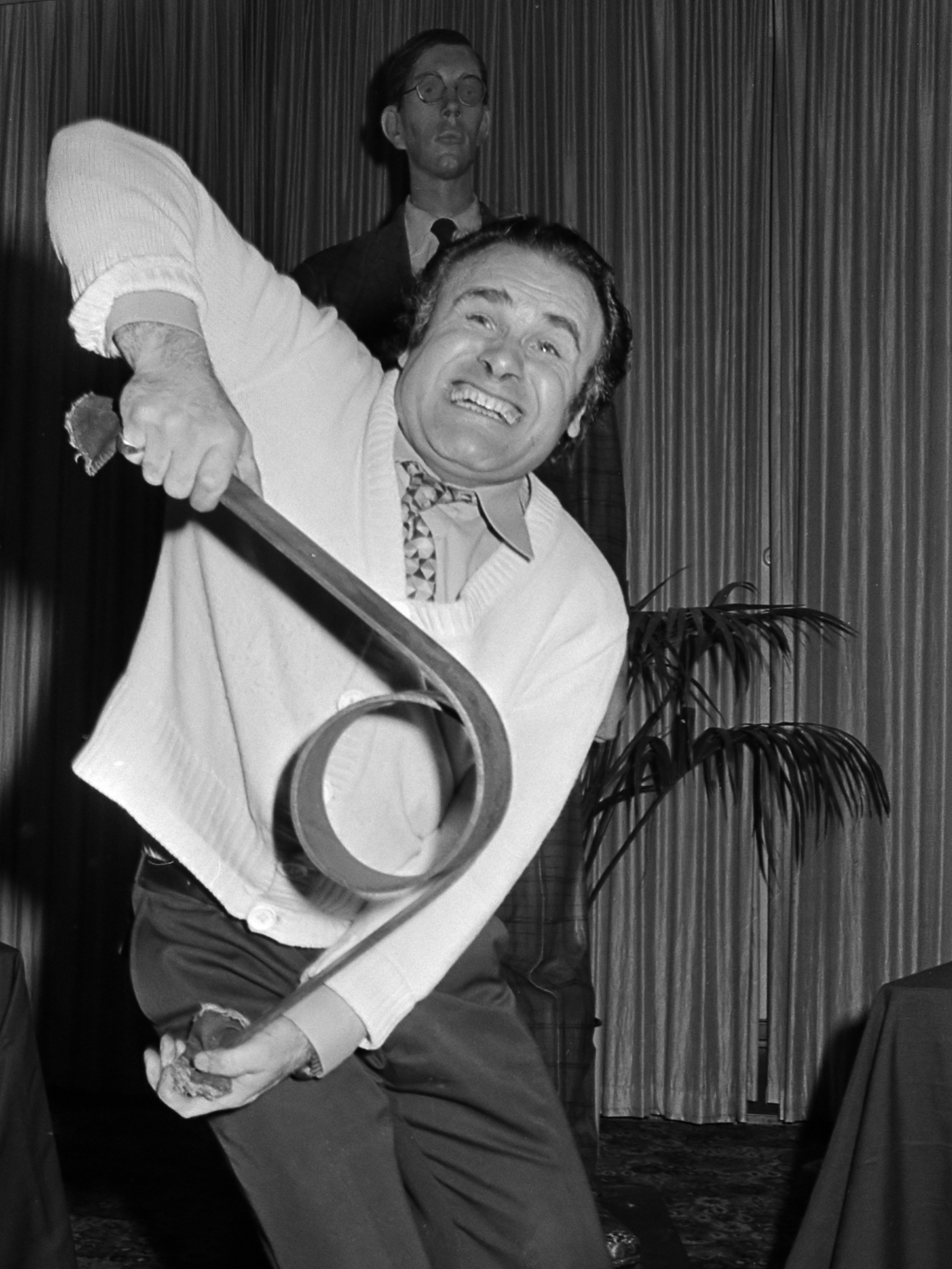
John Massis
12 juli

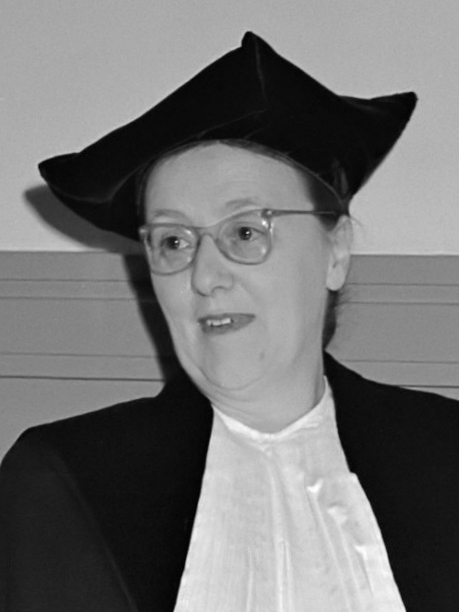
Christine Mohrmann
13 juli

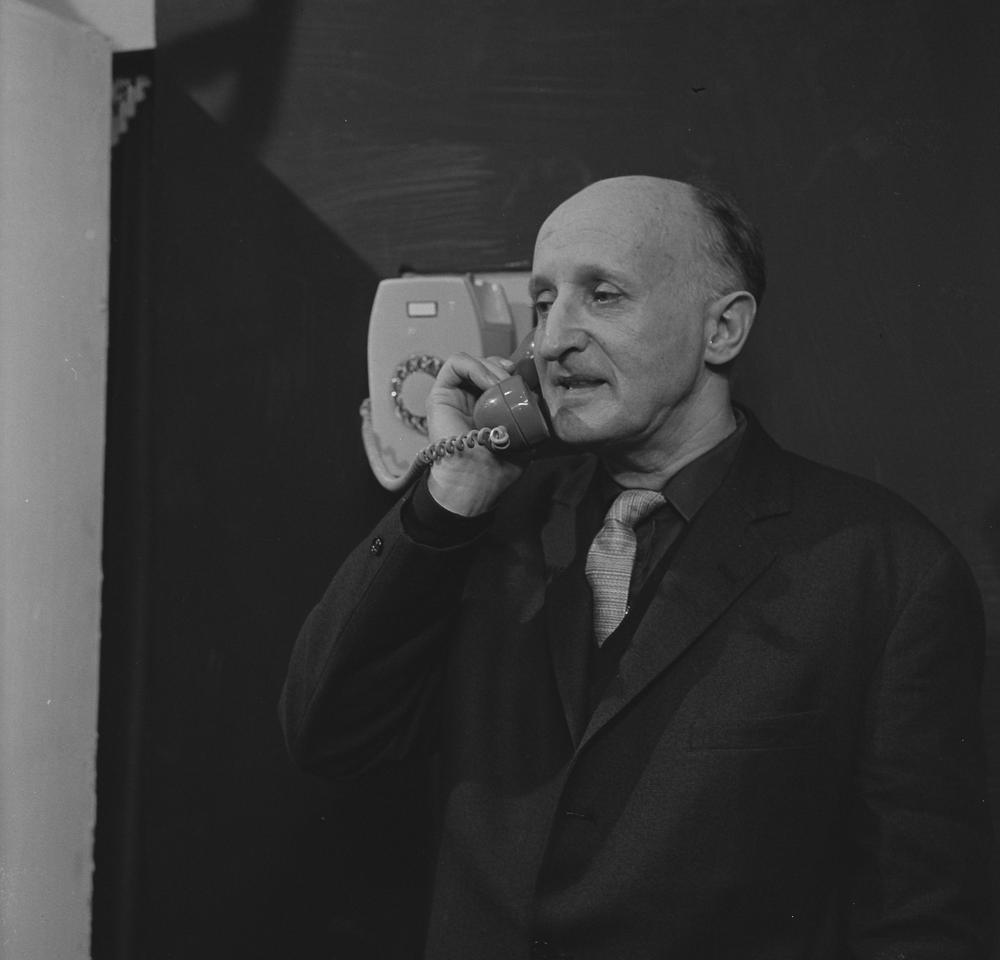
Dick Swidde
29 juli

| 1 | 2 | 3 | 4 | 5 | 6 | 7 | 8 | 9 | 10 | 11 | 12 | 13 | 14 | 15 | 16 | 17 | 18 | 19 | 20 | 21 | 22 | 23 | 24 | 25 | 26 | 27 | 28 | 29 | 30 | 31 |
| - | - | - | - | - | - | - | - | - | -- | -- | -- | -- | -- | -- | -- | -- | -- | -- | -- | -- | -- | -- | -- | -- | -- | -- | -- | -- | -- | -- |

### 1 juli
- Jan de Boer (89), Nederlands voetballer
- Lex van Delden (68), Nederlands componist
- Robert Riefling (76), Noors pianist
- Hermann Volk (85), Duits kardinaal

### 2 juli
- Duane Jones (52), Amerikaans acteur

### 3 juli
- Aart van Dobbenburgh (88), Nederlands kunstenaar

### 4 juli
- Keith Franke (33), Amerikaans professioneel worstelaar
- Sjoerd Kuperus (95), Nederlands kunstenaar

### 5 juli
- Yoshihiko Yoshimatsu (67), Japans judoka

### 8 juli
- Ray Barbuti (83), Amerikaanse atleet en Americanfootballspeler
- Andrea Gaggero (72), Italiaans vredesactivist
- Freddie West (92), Brits militair

### 10 juli
- Noel Barber (78), Brits auteur en journalist

### 12 juli
- Joshua Logan (79), Amerikaans regisseur
- John Massis (48), Belgisch acrobaat
- Enzo Sacchi (62), Italiaans wielrenner

### 13 juli
- Christine Mohrmann (84), Nederlands taalkundige

### 15 juli
- Tore Keller (83), Zweeds voetballer

### 16 juli
- Camil Van Hulse (90), Belgisch-Amerikaans componist en pianist

### 18 juli
- Nico (49), Duits fotomodel, actrice en zangeres

### 19 juli
- John Schaum (83), Amerikaans componist

### 21 juli
- Günter Werner Schmidt (68), Duits militair

### 22 juli
- Raymond Borremans (82), Belgisch muzikant en encyclopedist

### 23 juli
- Wilhelm Anton Stärk (75), Oostenrijks componist

### 25 juli
- Judith Barsi (10), Amerikaans kindactrice
- Georges Dobbels (78), Belgisch beeldhouwer
- Josep Raich (74), Spaans voetballer
- Tjalling Aedo Johan Willem Schorer (78), Nederlands jurist en politicus

### 27 juli
- Anthonius van Hellenberg Hubar (82), Nederlands politicus
- Frank Zamboni (87), Amerikaans ondernemer en uitvinder

### 29 juli
- Gerard Rothuizen (62), Nederlands theoloog
- Dick Swidde (82), Nederlands acteur

### 30 juli
- Ólafur Jóhann Sigurðsson (69), IJslands schrijver

### 31 juli
- Trinidad Silva (38), Amerikaans acteur
- Marten Zwaagstra (92), Nederlands architect

## Augustus

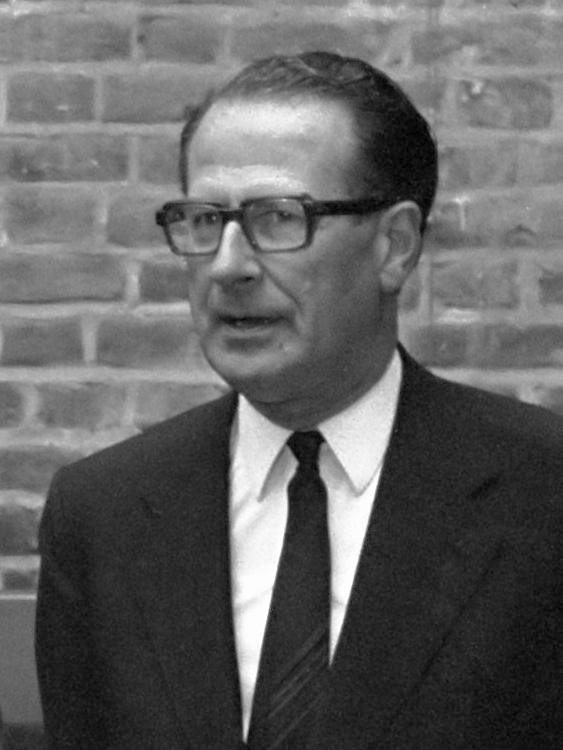
Hans van Tuyll van Serooskerken
6 augustus

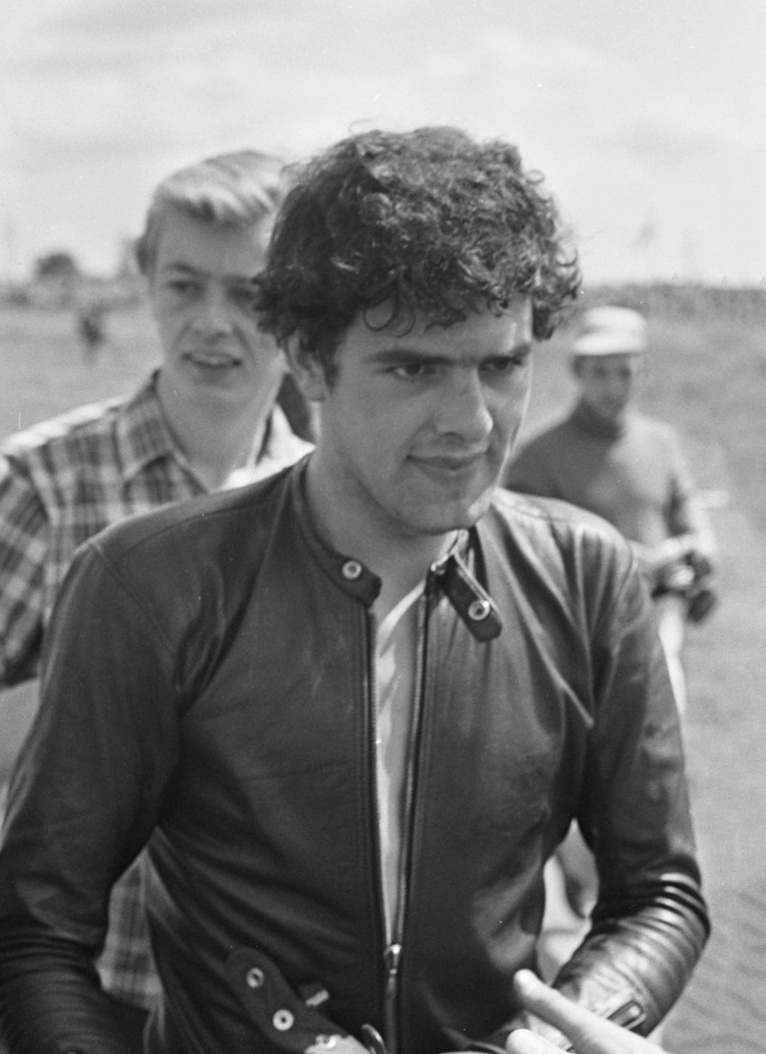
Paul Lodewijkx
11 augustus

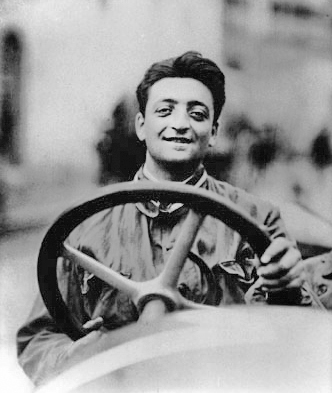
Enzo Ferrari
14 augustus

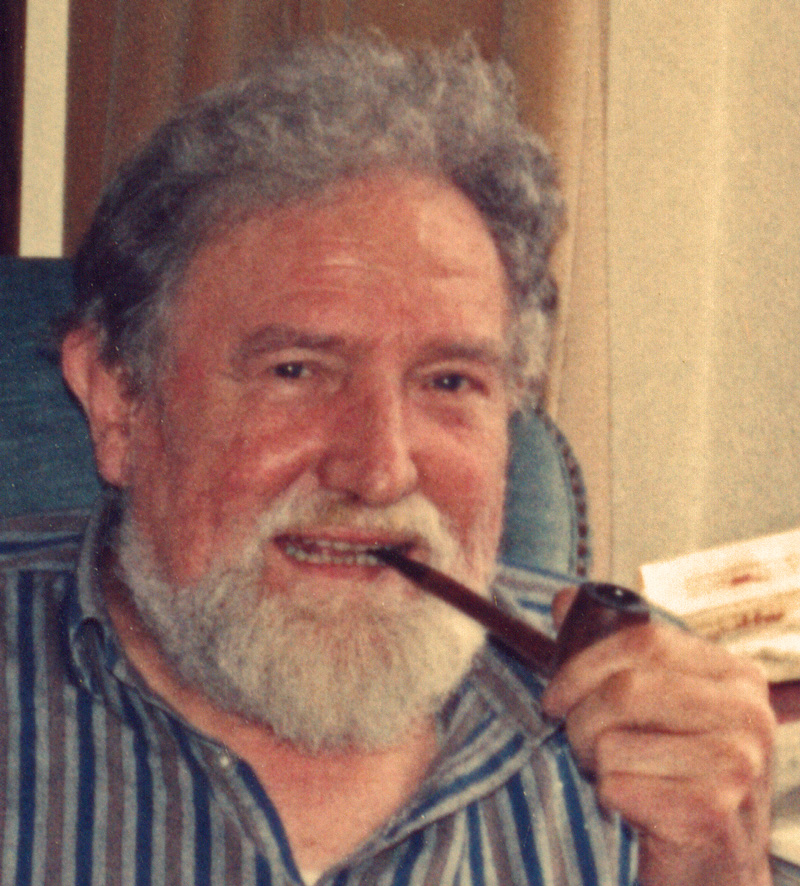
Poppe Damave
18 augustus

| 1 | 2 | 3 | 4 | 5 | 6 | 7 | 8 | 9 | 10 | 11 | 12 | 13 | 14 | 15 | 16 | 17 | 18 | 19 | 20 | 21 | 22 | 23 | 24 | 25 | 26 | 27 | 28 | 29 | 30 | 31 |
| - | - | - | - | - | - | - | - | - | -- | -- | -- | -- | -- | -- | -- | -- | -- | -- | -- | -- | -- | -- | -- | -- | -- | -- | -- | -- | -- | -- |

### 2 augustus
- Raymond Carver (50), Amerikaans schrijver

### 6 augustus
- Désiré De Swaef (79), Belgisch geestelijke
- Hans van Tuyll van Serooskerken (71), Nederlands burgemeester

### 9 augustus
- Giacinto Scelsi (83), Italiaans componist

### 10 augustus
- Robert Nevens (74), Belgisch atleet
- Ignace de Sutter (77), Belgisch componist

### 11 augustus
- Alfred Kelbassa (63), Duits voetballer
- Paul Lodewijkx (41), Nederlands motorcoureur
- Anne Ramsey (58), Amerikaans actrice

### 12 augustus
- Jean-Michel Basquiat (27), Amerikaans kunstenaar
- Louis D'haeseleer (76), Belgisch politicus
- Frans Niemeijer (51), Nederlands burgemeester

### 14 augustus
- Enzo Ferrari (90), Italiaans autobouwer en -coureur

### 15 augustus
- Willem Jilts Pol (83), Nederlands kunstenaar

### 17 augustus
- Nino Frank (84), Frans schrijver en filmcriticus
- Connie Meijer (25), Nederlands wielrenster
- Franklin Delano Roosevelt jr. (74), Amerikaans politicus
- Mohammed Zia-ul-Haq (64), president van Pakistan

### 18 augustus
- Frederick Ashton (84), Brits choreograaf
- Poppe Damave (67), Nederlands kunstenaar

### 20 augustus
- Ferdi Karmelk (38), Nederlands gitarist

### 21 augustus
- Ray Eames (75), Amerikaans ontwerper

### 22 augustus
- Bruno Bianchi (84), Italiaans zeiler

### 23 augustus
- Alf Martinsen (76), Noors voetballer en voetbalcoach

### 24 augustus
- Leonard Frey (49), Amerikaans acteur
- Kenneth Leighton (58), Brits componist
- Georges Senfftleben (65), Frans wielrenner

### 25 augustus
- Françoise Dolto (79), Frans psychoanalyticus
- Piet van Moock (73), Nederlands filmregisseur
- Art Rooney (87), Amerikaans sportbestuurder

### 26 augustus
- Carlos Paião (30), Portugees singer-songwriter

### 27 augustus
- Cornelis Moerman (95), Nederlands medicus

### 28 augustus
- Ad Bestman (44), Nederlands politicus
- Franca Raimondi (56), Italiaans zangeres

### 31 augustus
- Lin Jaldati (75), Nederlands-Duits zangeres

## September

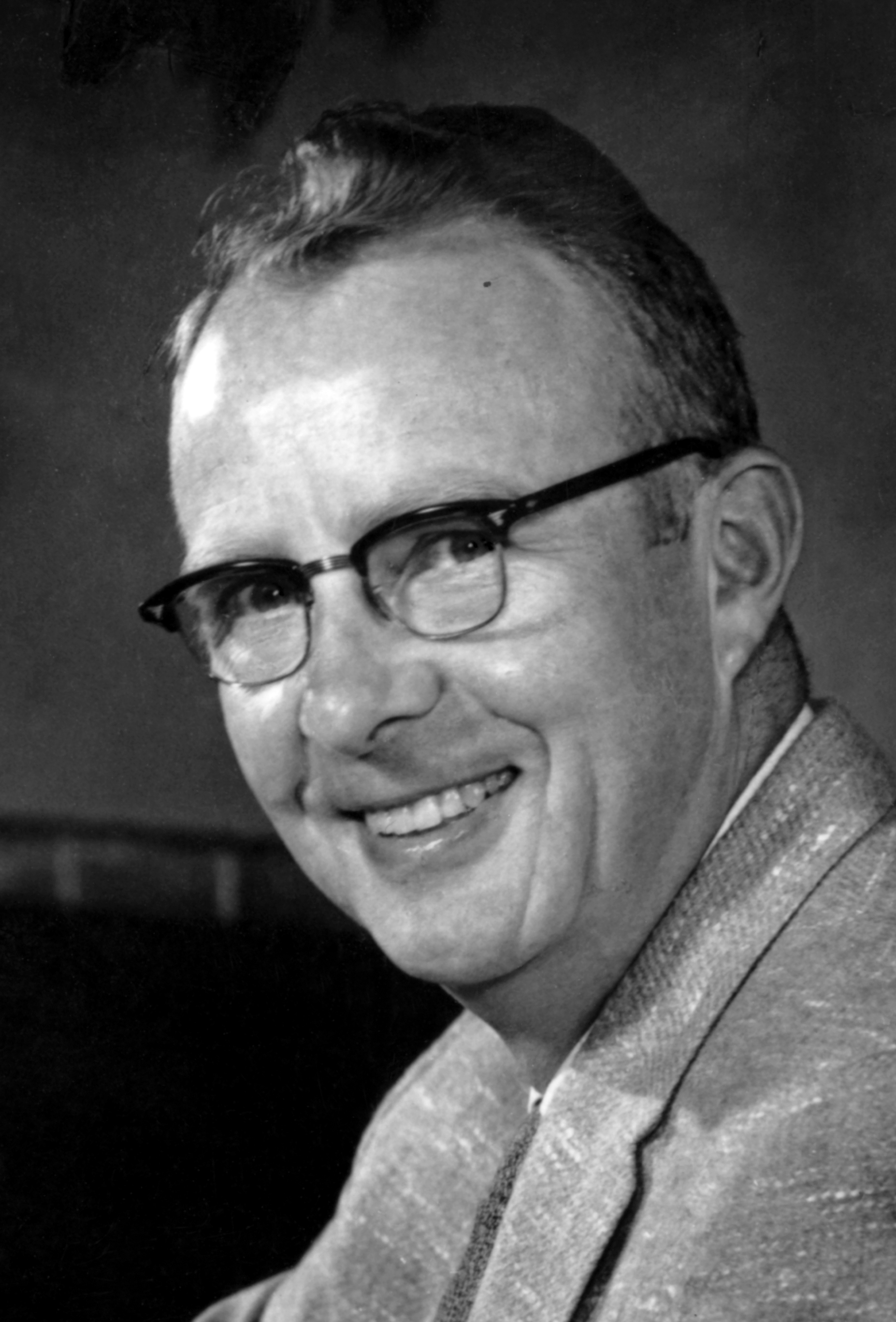
Luis Alvarez
1 september

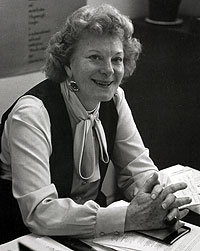
Virginia Satir
10 september

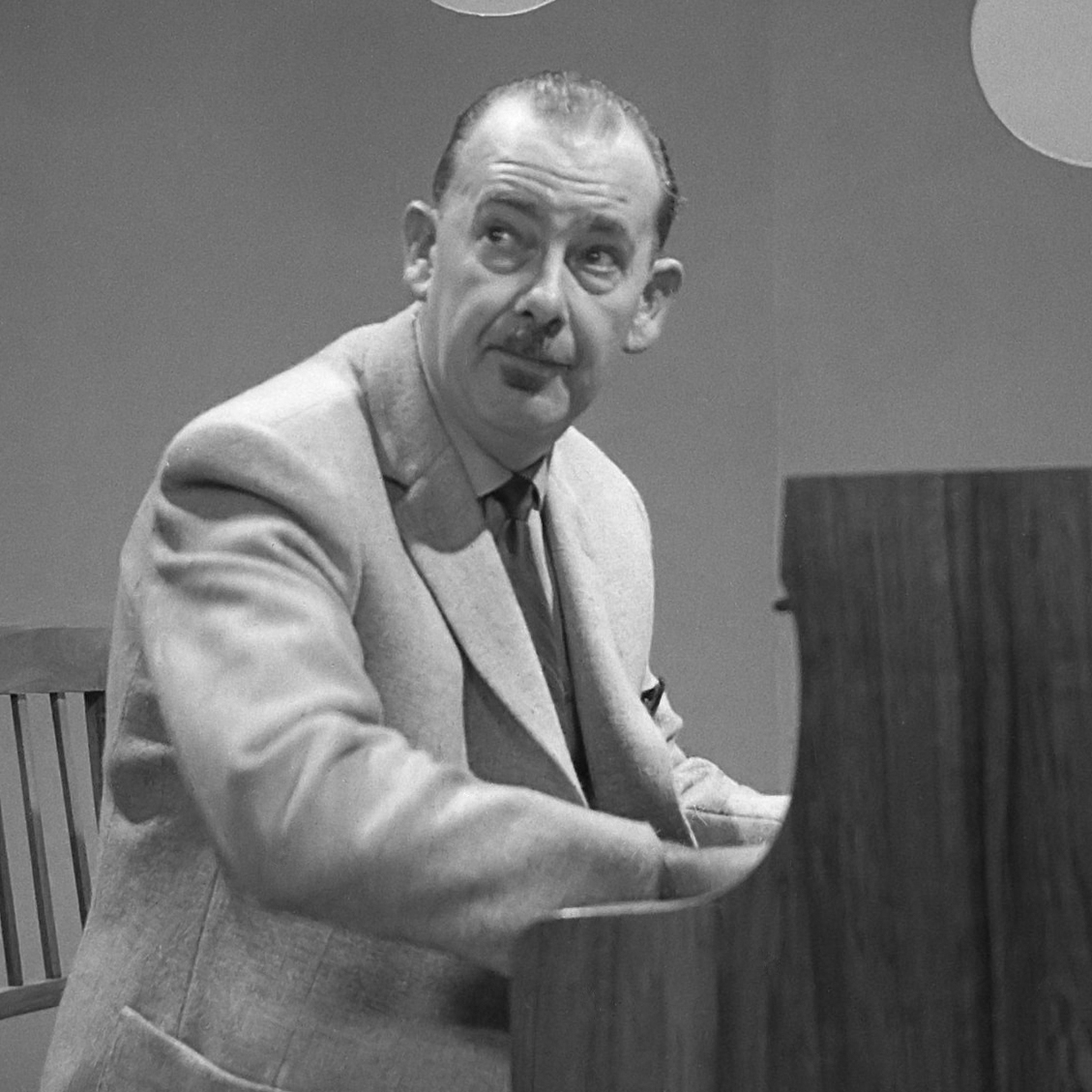
Melle Weersma
14 september

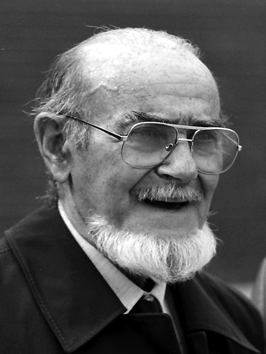
Tibor Sekelj
20 september

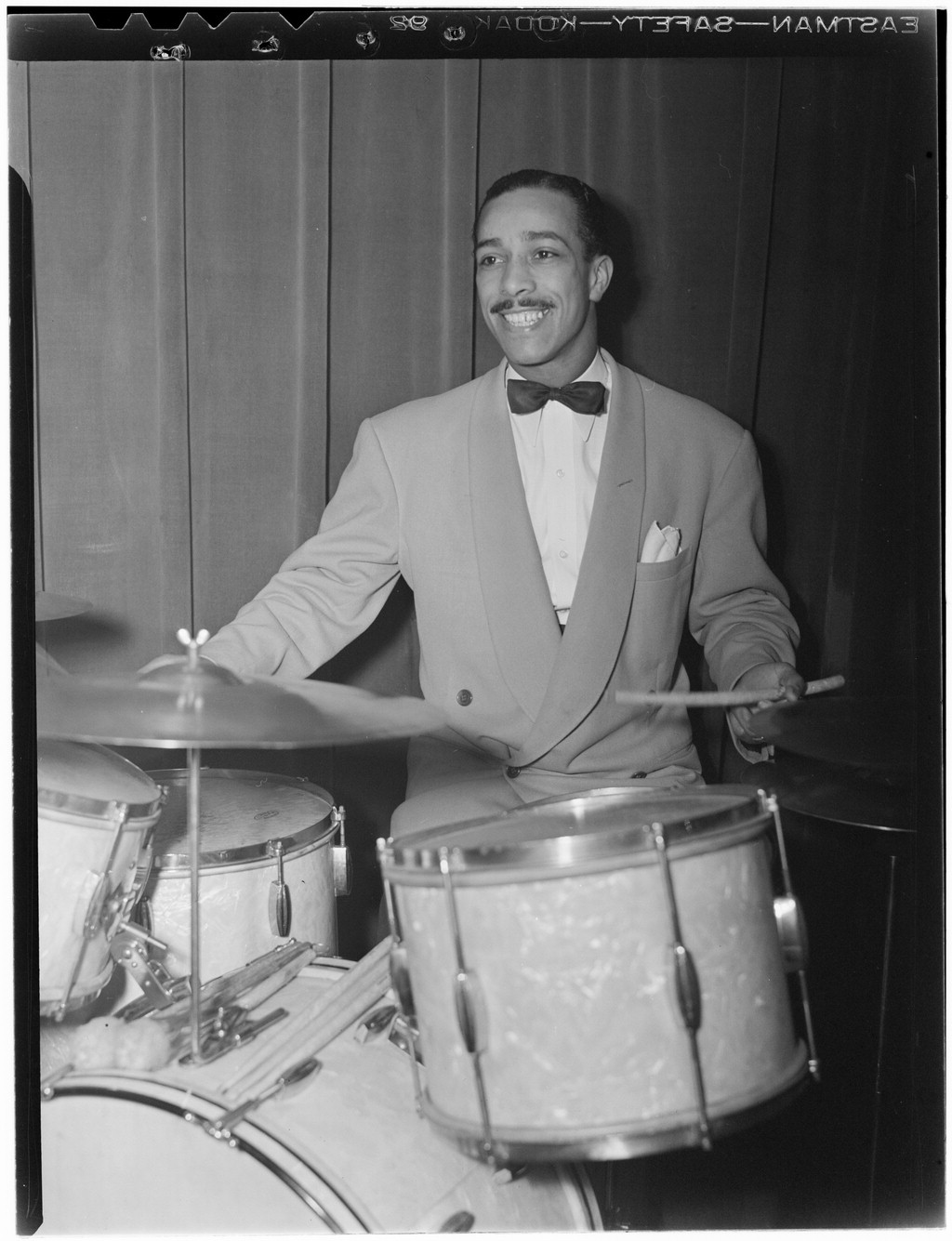
J.C. Heard
27 september

| 1 | 2 | 3 | 4 | 5 | 6 | 7 | 8 | 9 | 10 | 11 | 12 | 13 | 14 | 15 | 16 | 17 | 18 | 19 | 20 | 21 | 22 | 23 | 24 | 25 | 26 | 27 | 28 | 29 | 30 |
| - | - | - | - | - | - | - | - | - | -- | -- | -- | -- | -- | -- | -- | -- | -- | -- | -- | -- | -- | -- | -- | -- | -- | -- | -- | -- | -- |

### 1 september
- Luis Alvarez (77), Amerikaans natuurkundige
- Leon Waterman (76), Nederlands architect

### 3 september
- Bob Bonte (59), Nederlands zwemmer
- Ferenc Sas (73), Hongaars voetballer
- Joop Waasdorp (71), Nederlands schrijver en journalist

### 4 september
- Peggy English (94), Amerikaans jazzzangeres

### 5 september
- Lawrence Brown (81), Amerikaans jazzmusicus
- Gert Fröbe (75), Duits acteur
- Vasili Mzjavanadze (85), Georgisch politicus
- Marc-Antoine Pierson (80), Belgisch politicus

### 6 september
- Stefan Themerson (78), Pools-Brits filmmaker, schrijver, componist en filosoof

### 10 september
- Virginia Satir (72), Amerikaans psychologe

### 11 september
- Roger Hargreaves (53), Brits schrijver en illustrator

### 12 september
- Stoffel van Viegen (72), Nederlands organist

### 14 september
- Melle Weersma (80), Nederlands componist

### 15 september
- Oton Berkopec (81), Sloveens taalkundige

### 20 september
- Roy Kinnear (54), Brits acteur
- Tibor Sekelj (76), Hongaars-Joegoslavisch ontdekkingsreiziger en schrijver
- Sam Woodyard (63), Amerikaans jazzmusicus

### 21 september
- Henry Koster (83), Duits filmregisseur

### 22 september
- Willy Blees (57), Nederlands beeldhouwster
- Gerlof Bontekoe (88), Nederlands burgemeester
- Bernie Cummins (88), Amerikaanse drummer en bandleider
- Maximilien de Furstenberg (83), Belgisch kardinaal

### 24 september
- Willie Burgers (91), Nederlands natuurkundige
- Albert Muis (73), Nederlands kunstenaar

### 26 september
- Giovanni Orsomando (92), Italiaans componist

### 27 september
- J.C. Heard (71), Amerikaans jazzmusicus

### 29 september
- Charles Addams (76), Amerikaans cartoonist

### 30 september
- Al Holbert (41), Amerikaans autocoureur
- Joaquin Roces (75), Filipijns krantenmagnaat

## Oktober

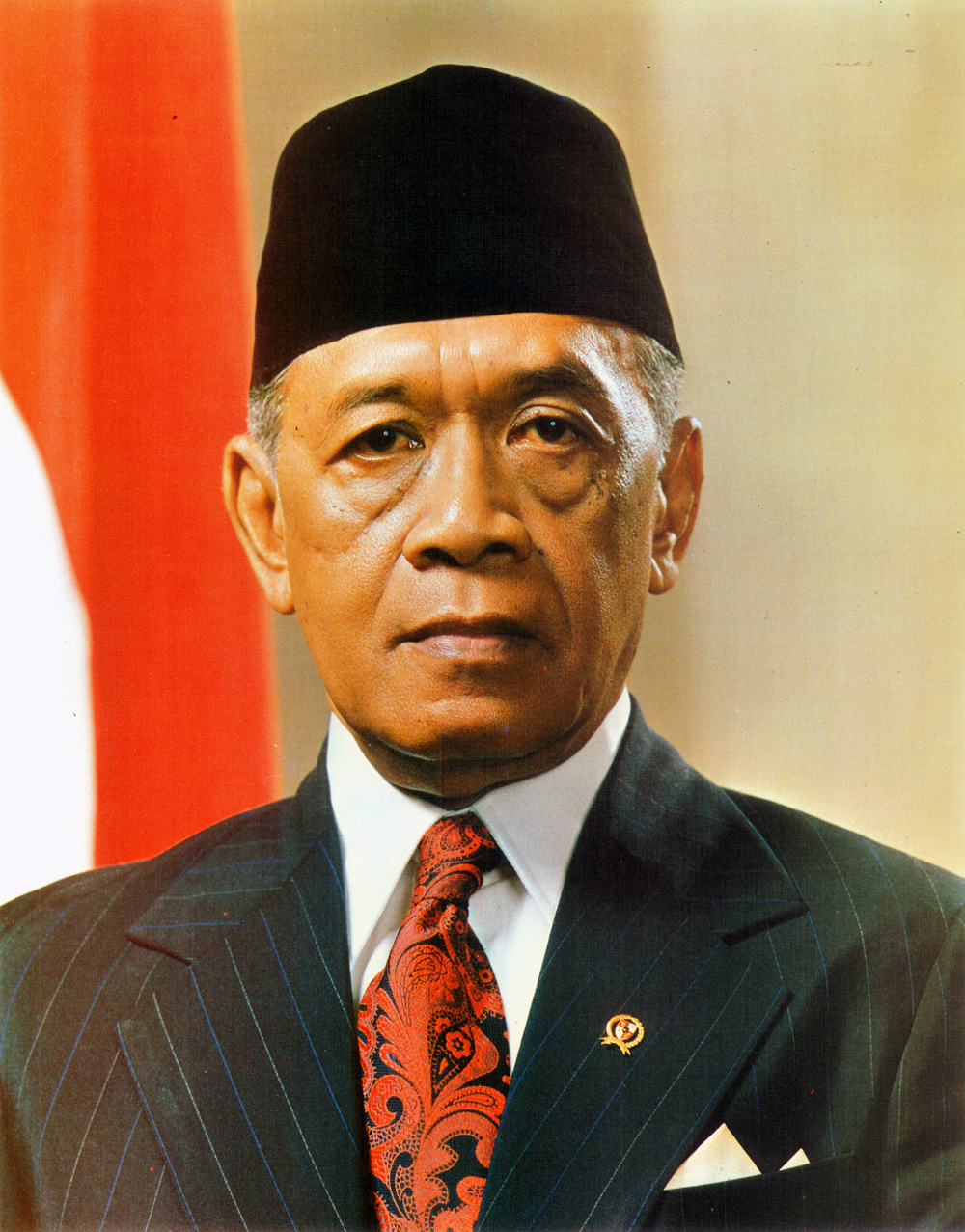
Hamengkoeboewono IX
2 oktober

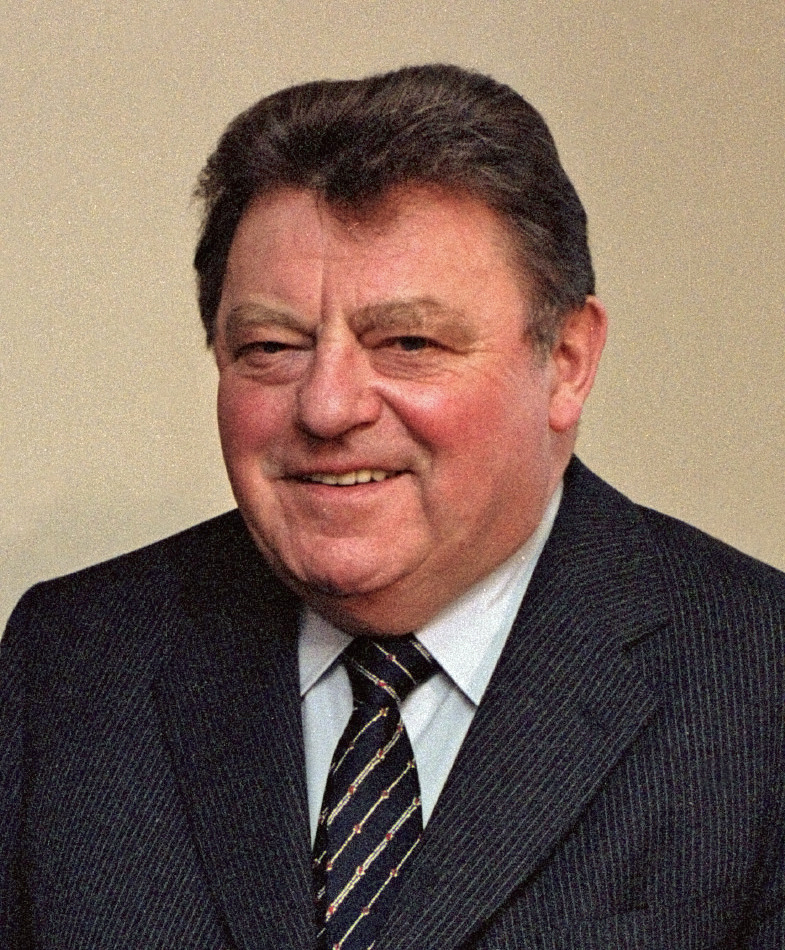
Franz Josef Strauß
3 oktober

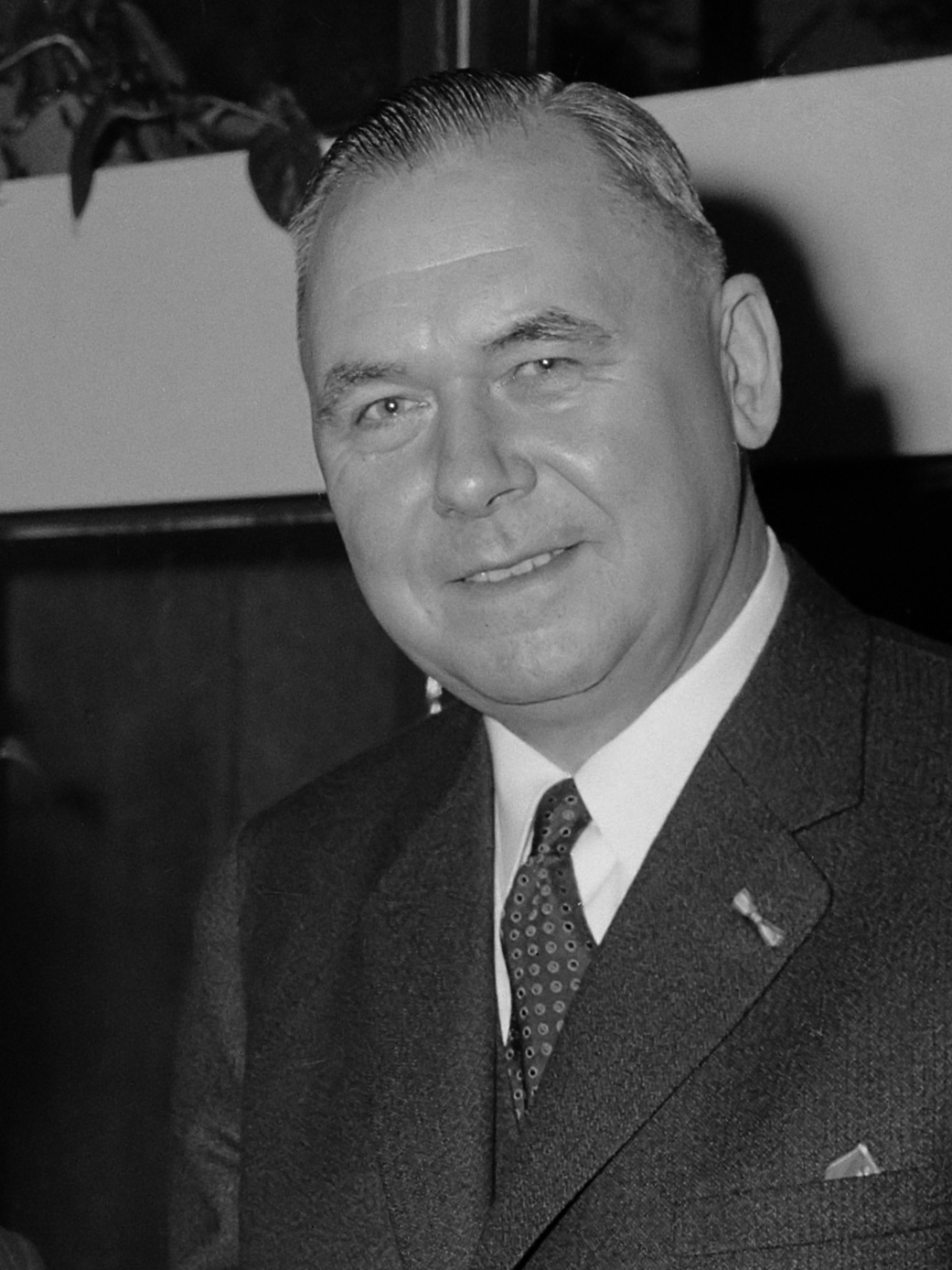
Wim Meuleman
10 oktober

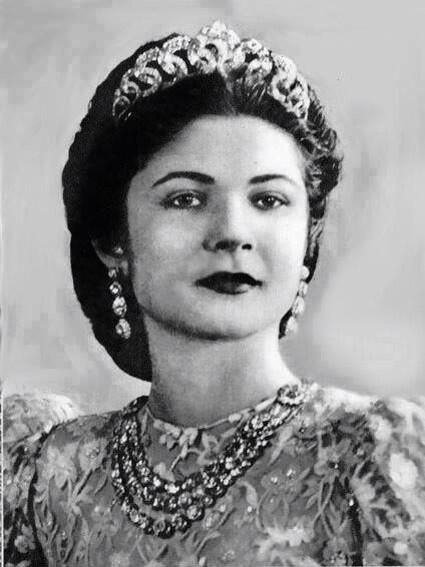
Farida van Egypte
16 oktober

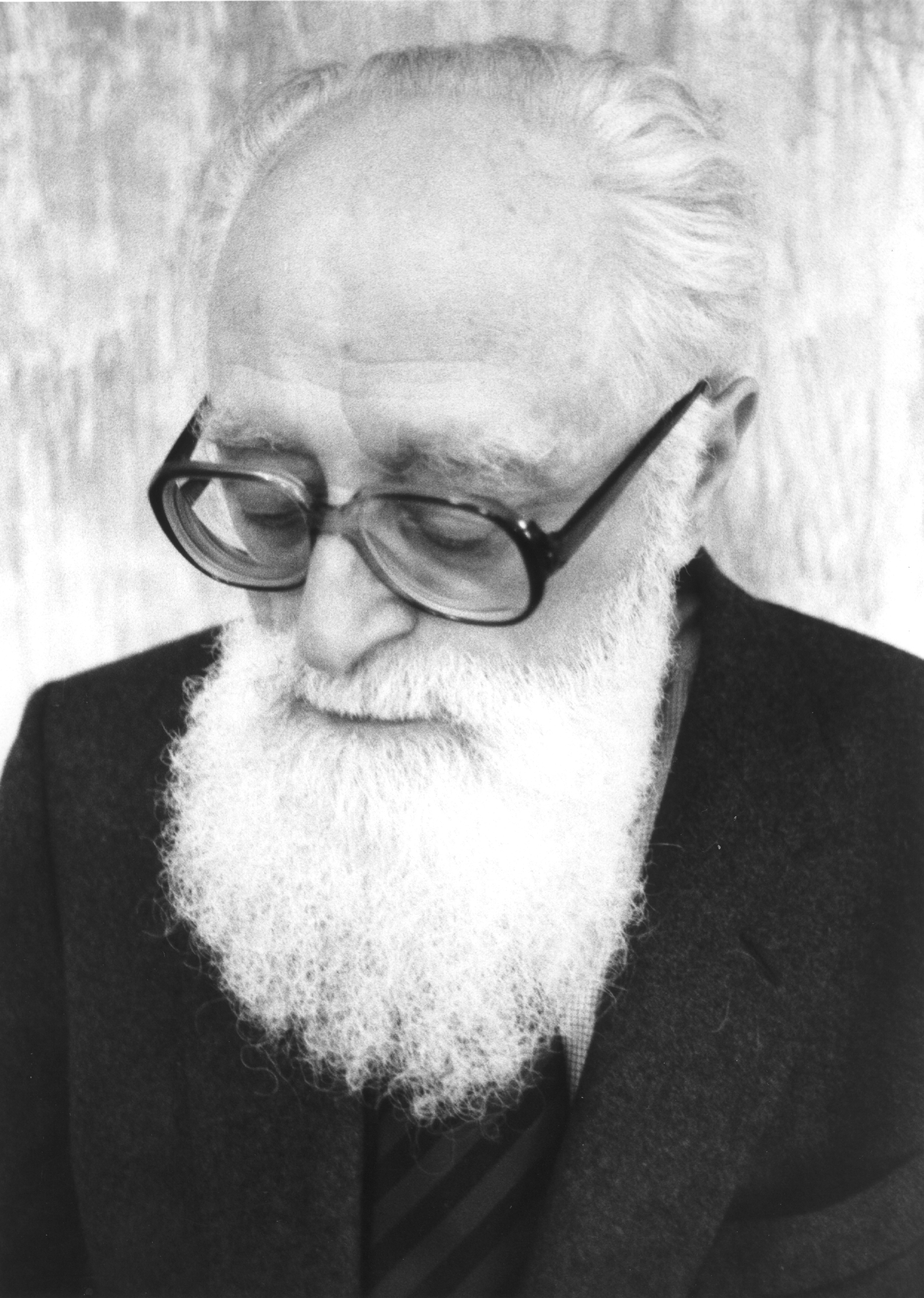
Friedrich Weinreb
19 oktober

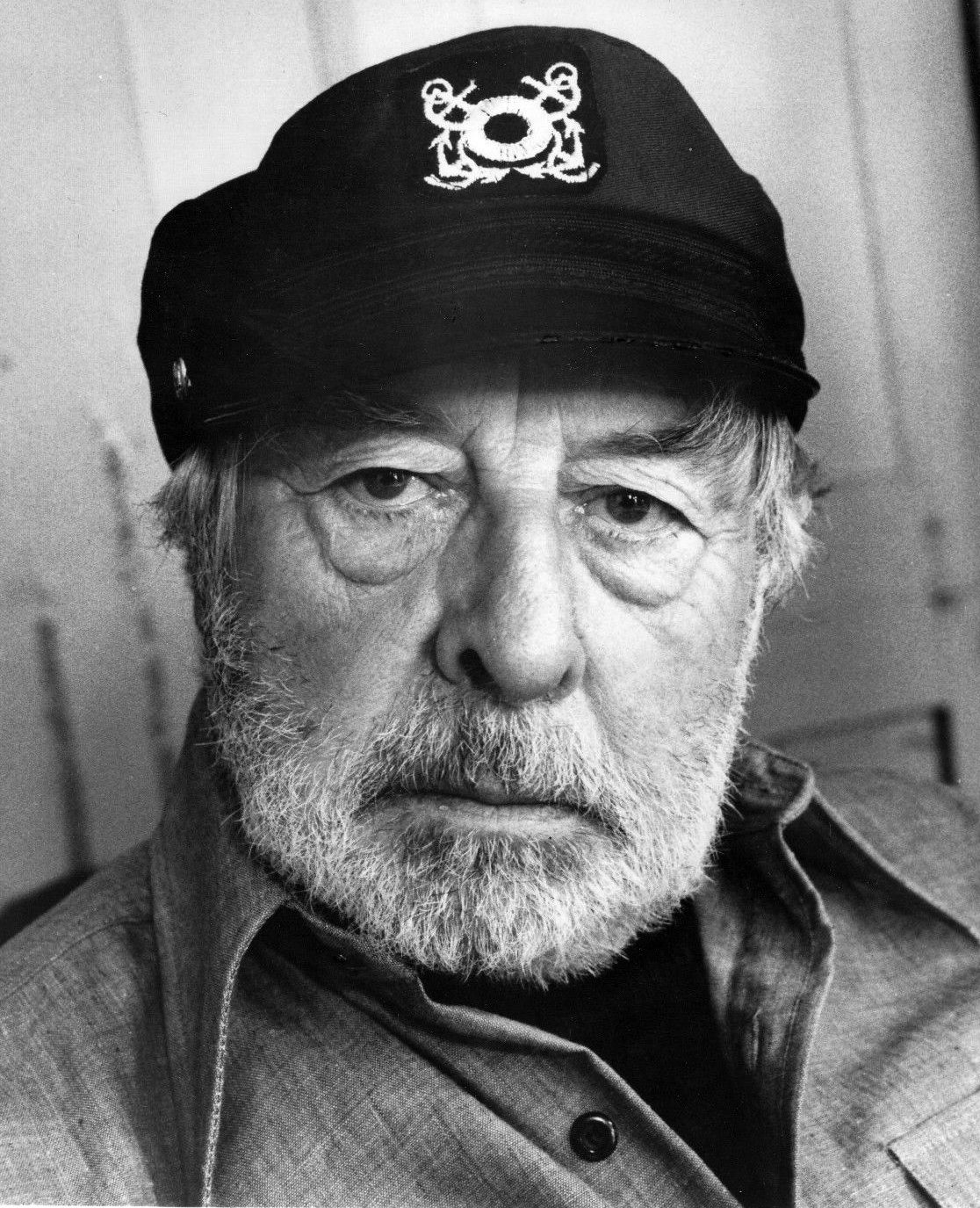
John Houseman
31 oktober

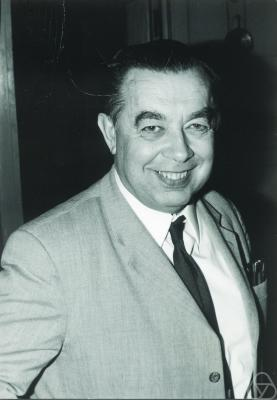
Theodor Schneider
31 oktober

| 1 | 2 | 3 | 4 | 5 | 6 | 7 | 8 | 9 | 10 | 11 | 12 | 13 | 14 | 15 | 16 | 17 | 18 | 19 | 20 | 21 | 22 | 23 | 24 | 25 | 26 | 27 | 28 | 29 | 30 | 31 |
| - | - | - | - | - | - | - | - | - | -- | -- | -- | -- | -- | -- | -- | -- | -- | -- | -- | -- | -- | -- | -- | -- | -- | -- | -- | -- | -- | -- |

### 2 oktober
- Hamengkoeboewono IX (76), Indonesisch politicus
- Alec Issigonis (81), Brits auto-ontwerper
- Roman Kenk (89), Amerikaans zoöloog

### 3 oktober
- Franz Josef Strauß (73), Duits politicus

### 4 oktober
- Emiel Ramoudt (64), Belgisch schrijver en journalist

### 6 oktober
- Paul Ledoux (74), Belgisch astronoom

### 8 oktober
- Edward Inge (82), Amerikaans jazzmusicus
- Hans Kuhn (89), Duits taalkundige

### 9 oktober
- Jackie Milburn (64), Engels voetballer
- Michael Minsky (70), Russisch zanger en dirigent
- Felix Wankel (86), Duits ingenieur en uitvinder

### 10 oktober
- Wim Meuleman (78), Nederlands sportbestuurder

### 11 oktober
- Bonita Granville (65), Amerikaans actrice

### 12 oktober
- Herman Bakker (73), Nederlands architect

### 13 oktober
- Melvin Frank (75), Amerikaans scenarioschrijver

### 14 oktober
- Karel August van Saksen-Weimar-Eisenach (76), Duits prins
- René Vietto (74), Frans wielrenner

### 16 oktober
- Farida van Egypte (67), koningin van Egypte
- Muzafer Sherif (82), Turks psycholoog

### 18 oktober
- Dimitri Frenkel Frank (60), Nederlands acteur, regisseur en schrijver

### 19 oktober
- Marcos Carneiro de Mendonça (93), Braziliaans voetballer
- Son House (86), Amerikaans blueszanger en -gitarist
- Friedrich Weinreb (77), Nederlands schrijver en collaborateur

### 20 oktober
- Henk Kooijman (60), Nederlands dichter

### 22 oktober
- Johanna Geertruida van Cittert-Eymers (85), Nederlands natuurkundige en wetenschapshistorica
- Joannes Holterman (81), Nederlands geestelijke

### 24 oktober
- Jaroslav Malina (76), Tsjechisch componist

### 25 oktober
- Eric Larson (83), Amerikaans animator

### 26 oktober
- Herman Strategier (76), Nederlands componist

### 27 oktober
- Nico Engelschman (74), Nederlands acteur en homo-activist
- Odilon Knops (83), Belgisch politicus

### 28 oktober
- Ricardo Dorado Janeiro (81), Spaans componist

### 29 oktober
- Pietro Annigoni (78), Italiaans kunstenaar

### 30 oktober
- Francisco Rodrigues (63), Braziliaans voetballer
- Johan Schlingemann (74), Nederlands politicus

### 31 oktober
- Ladislau da Guia (82), Braziliaans voetballer
- John Houseman (86), Amerikaans acteur
- Jan Dirk van Ketwich Verschuur (49), Nederlands burgemeester
- Theodor Schneider (77), Duits wiskundige
- George Uhlenbeck (87), Amerikaans natuurkundige

## November

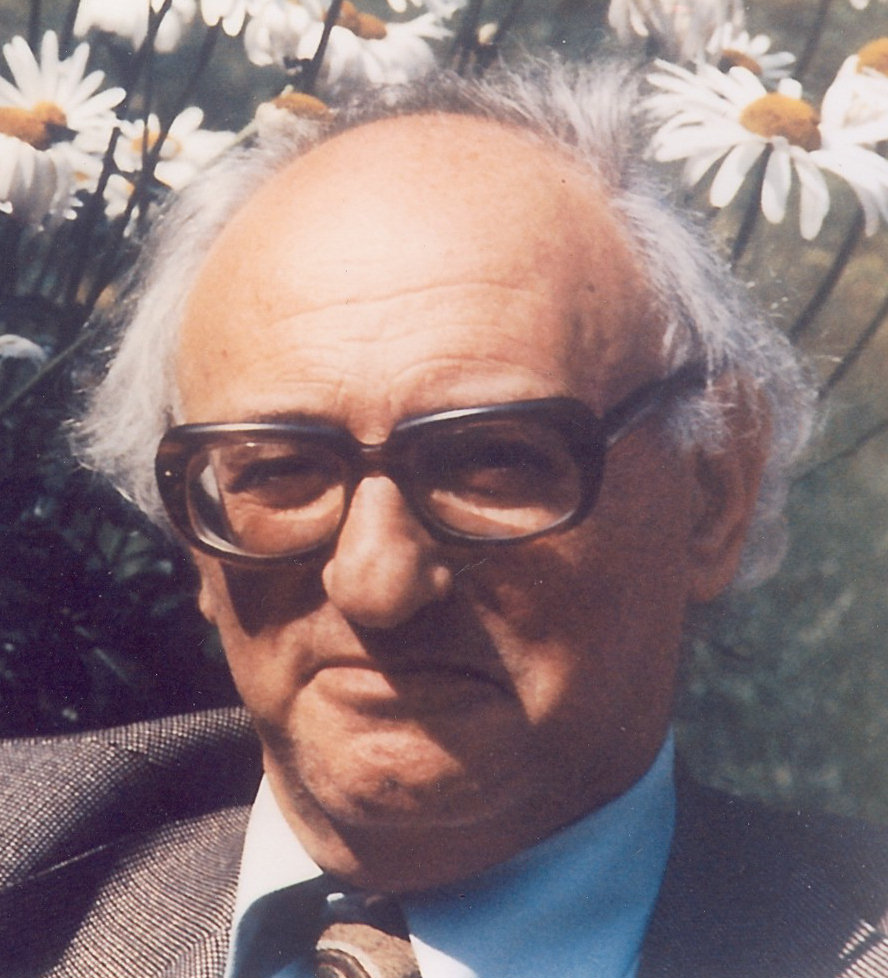
Henri van Praag
3 november

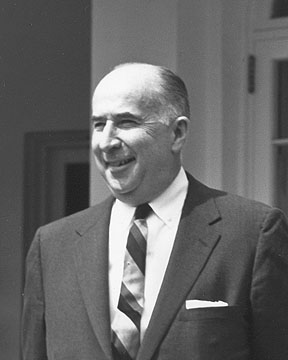
John Mitchell
9 november

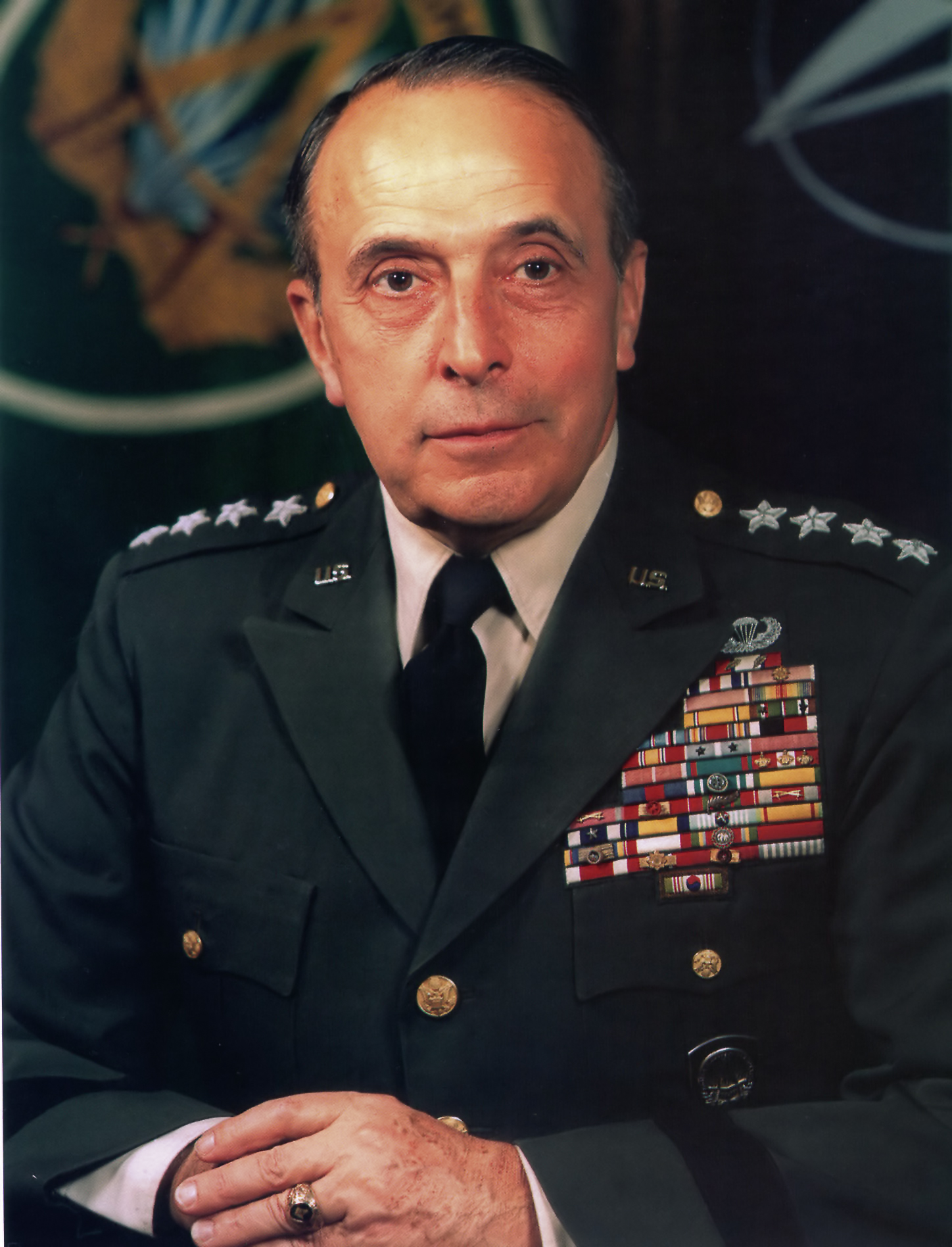
Lyman Lemnitzer
12 november

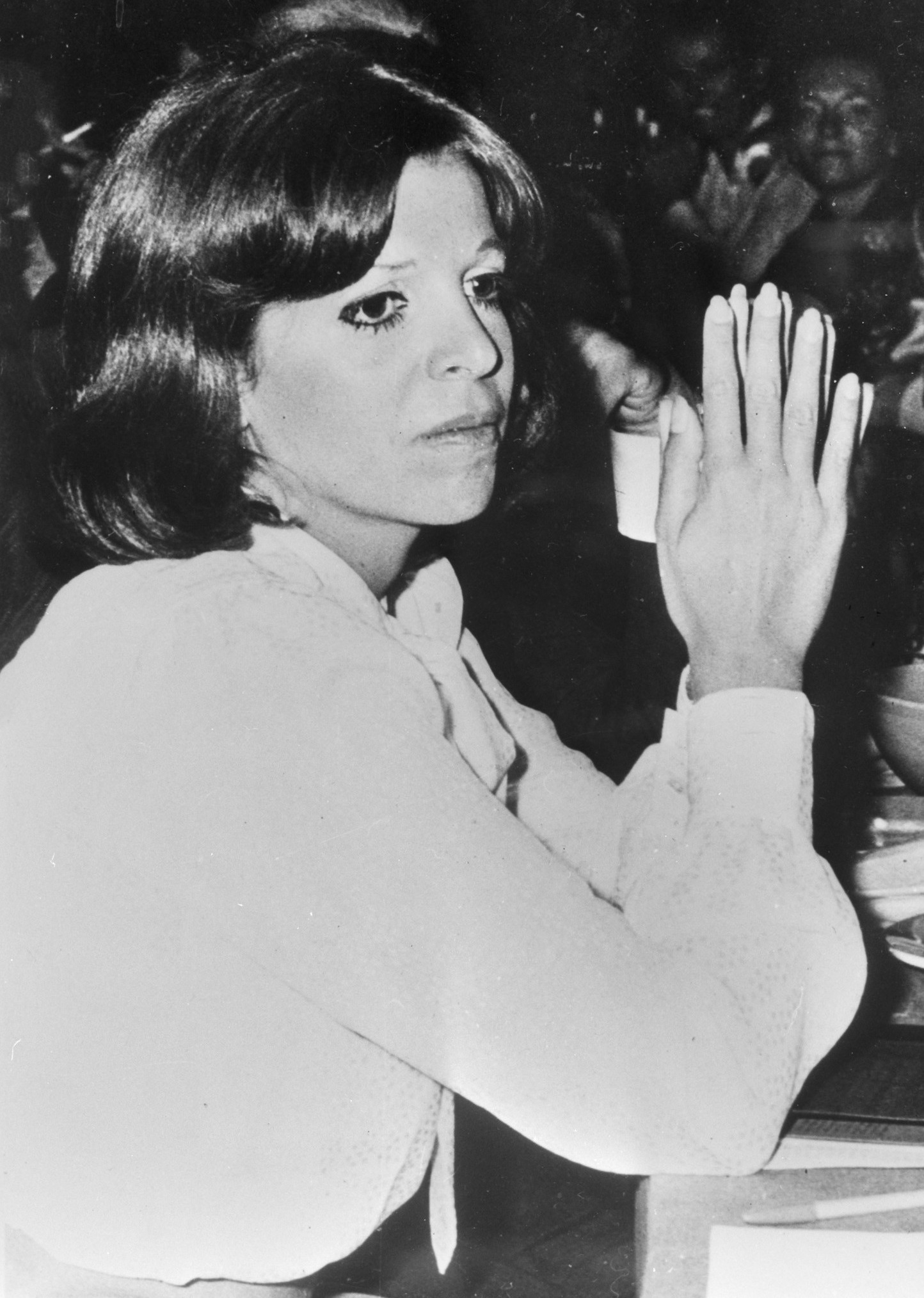
Christina Onassis
19 november

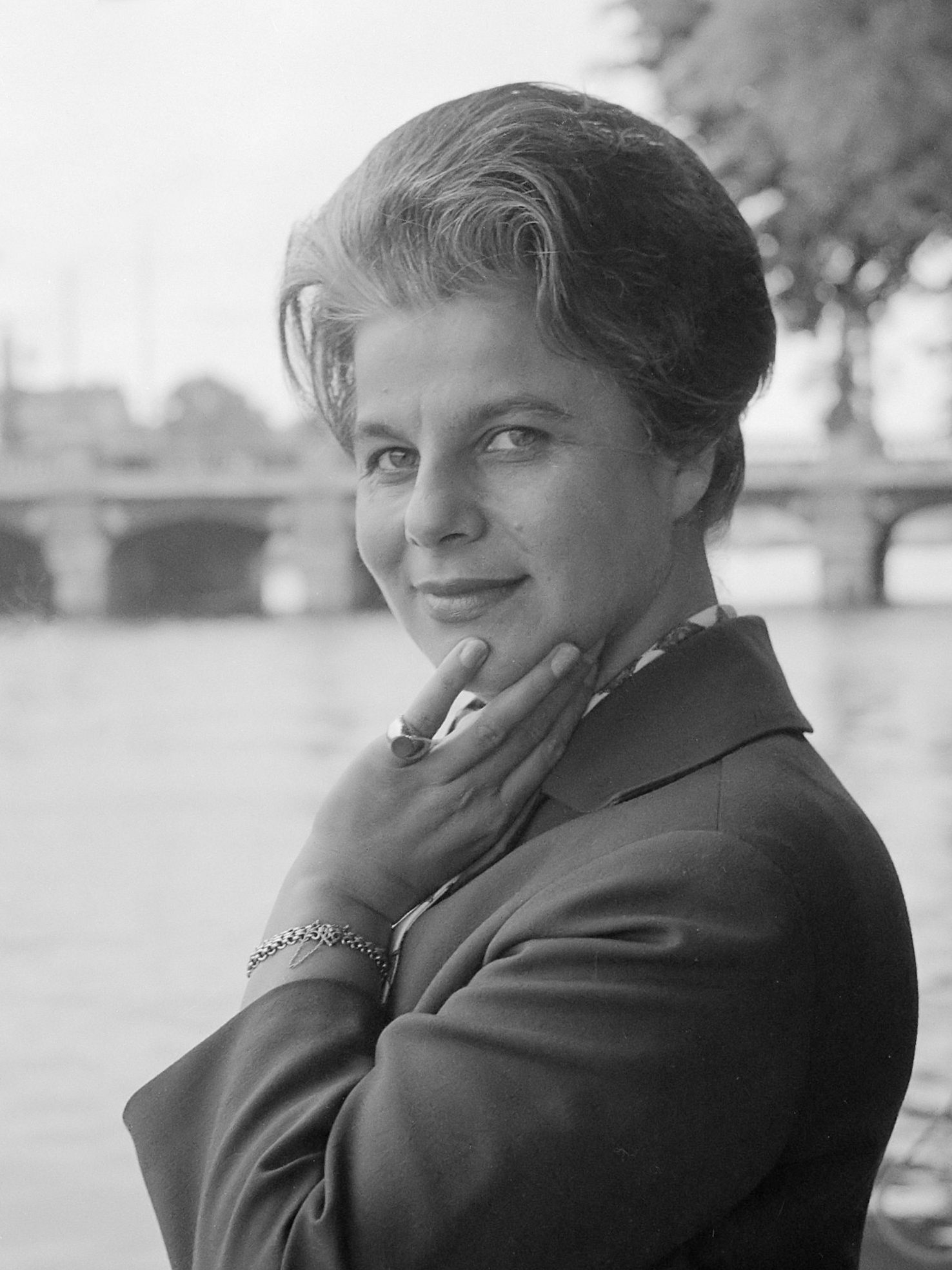
Irmgard Seefried
24 november

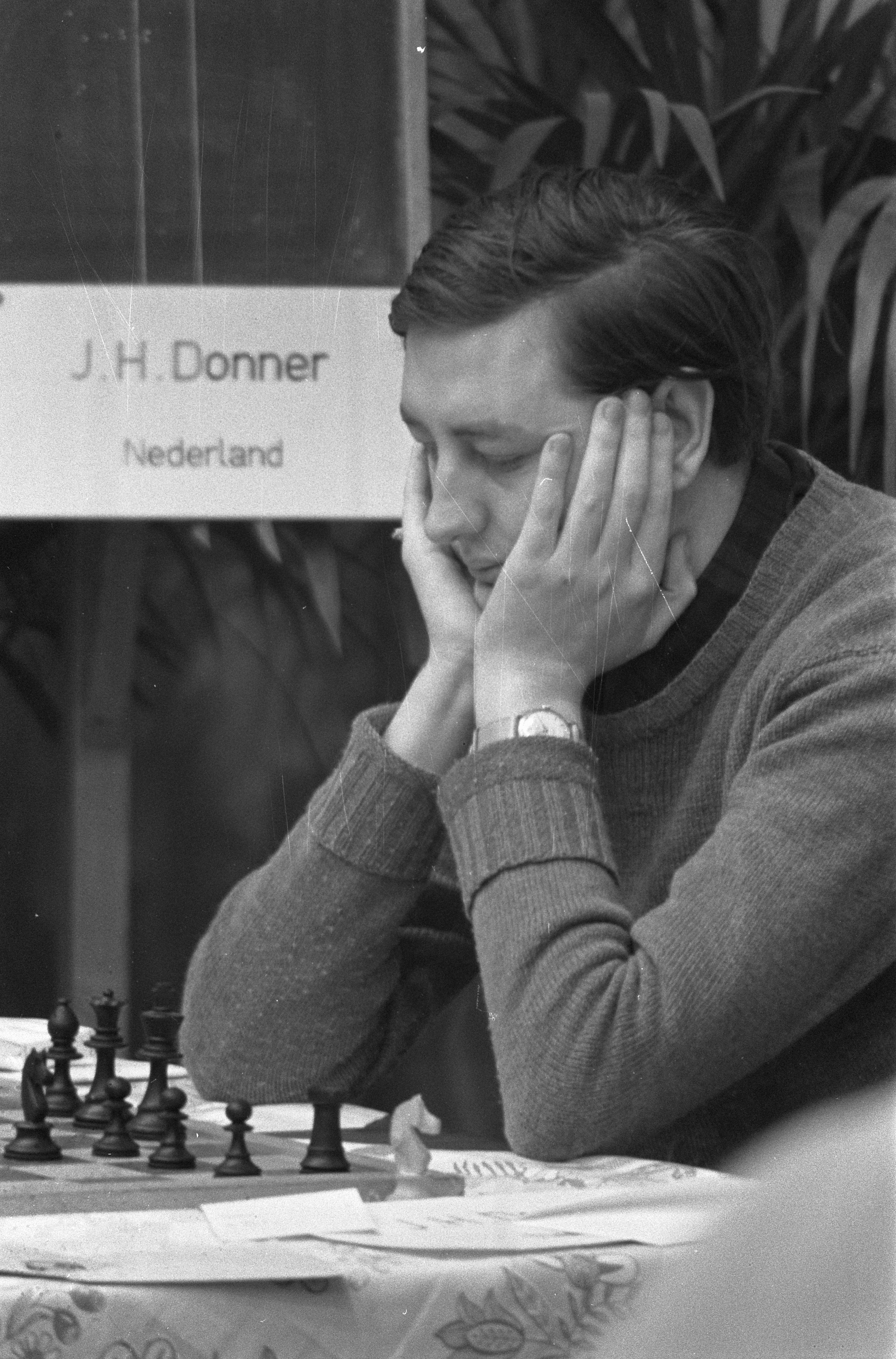
J.H. Donner
27 november

| 1 | 2 | 3 | 4 | 5 | 6 | 7 | 8 | 9 | 10 | 11 | 12 | 13 | 14 | 15 | 16 | 17 | 18 | 19 | 20 | 21 | 22 | 23 | 24 | 25 | 26 | 27 | 28 | 29 | 30 |
| - | - | - | - | - | - | - | - | - | -- | -- | -- | -- | -- | -- | -- | -- | -- | -- | -- | -- | -- | -- | -- | -- | -- | -- | -- | -- | -- |

### 3 november
- William Adam (79), Belgisch zoöloog
- Koos Kleijnenberg (87),Nederlands burgemeester
- Henri van Praag (72), Nederlands parapsycholoog
- Jules Semler-Collery (86), Frans componist

### 4 november
- Hermann Graf (76), Duits gevechtspiloot

### 5 november
- Ko Mulder (88), Nederlandse architecte

### 6 november
- Cornelia Labruyère (108), oudste vrouw van Nederland

### 7 november
- Hans Baumann (74), Duits componist en schrijver

### 8 november
- Warren Casey (53), Amerikaans schrijver en acteur

### 9 november
- John Mitchell (75), Amerikaans politicus
- Mario Nasalli Rocca di Corneliano (85), Italiaans kardinaal

### 12 november
- Lyman Lemnitzer (89), Amerikaans militair leider
- Maurice Van Herreweghe (65), Belgisch politicus
- Sweder Godfried Maria van Voorst tot Voorst (78), Nederlands diplomaat

### 13 november
- Georg Brenninger (78), Duits architect en beeldhouwer
- Antal Doráti (82), Hongaars componist en dirigent
- Mia Gerhardt (69), Nederlands literatuuronderzoeker
- Lizzy Sara May (70), Nederlands dichteres en schrijfster
- Jaromír Vejvoda (86), Tsjecho-Slowaaks componist en dirigent

### 16 november
- Lotte Stam-Beese (85), Nederlands architect

### 18 november
- Catharina Helena Bolhuis-Schilstra (82), Nederlands verkennersleider

### 19 november
- Christina Onassis (37), Grieks society-persoonlijkheid

### 22 november
- Luis Barragán (86), Mexicaans architect
- Raymond Dart (95), Australisch anatoom en antropoloog
- Erich Fried (67), Oostenrijks schrijver, dichter en essayist
- Henri Eli Kruyt (81), Nederlands roeier

### 23 november
- Richard Lonsdale (74), Brits militair
- Ferry Meijnderts (70), Nederlandse militair

### 24 november
- Joachim Fernau (79), Duits journalist, schrijver en kunstschilder
- Bernard Leene (85), Nederlands wielrenner
- George van Lidth de Jeude (84), Belgisch politicus
- Irmgard Seefried (69), Duits operazangeres

### 25 november
- Alphaeus Philemon Cole (112), Amerikaans kunstenaar

### 26 november
- Albert Barthélémy (82), Frans wielrenner
- Geert Van de Walle (23), Belgisch wielrenner

### 27 november
- John Carradine (82), Amerikaans acteur
- Jan Daems (75), Belgisch politicus
- J.H. Donner (61), Nederlands schaker en schrijver

### 29 november
- Lodewijk Rudolf van Hannover (33), lid Duitse adel

### 30 november
- Ricky Lawless (29), Amerikaans professioneel worstelaar
- Margaret Mee (79), Brits kunstschilderes

## December

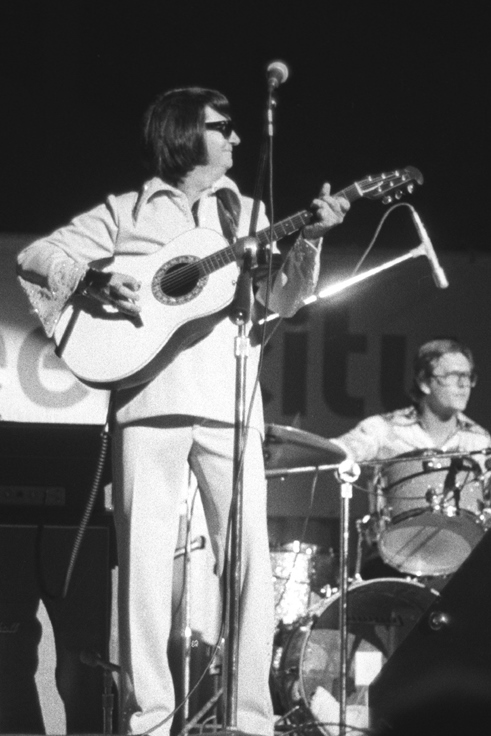
Roy Orbison
6 december

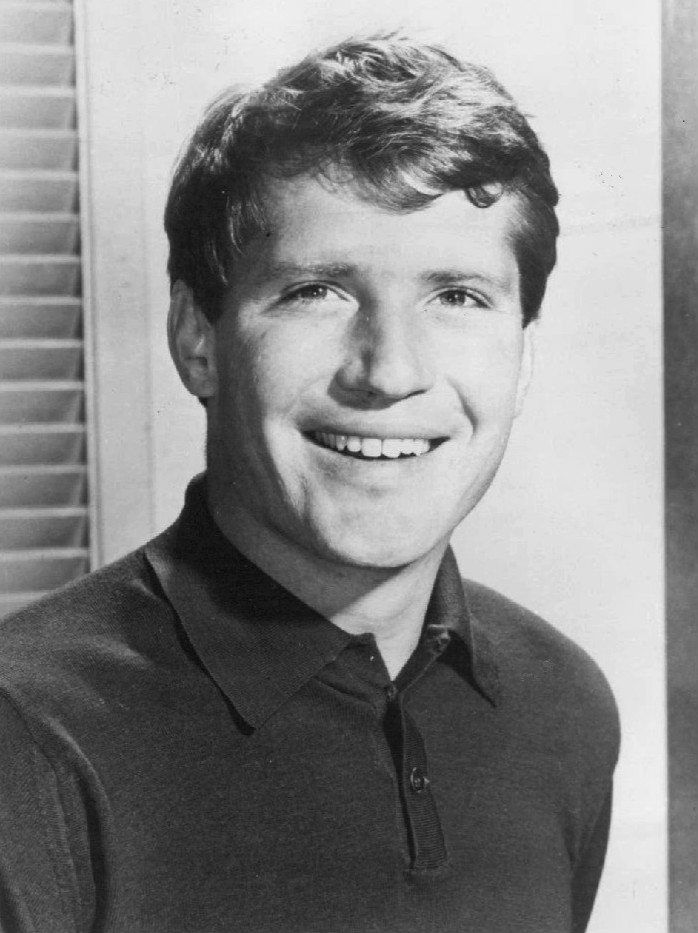
Christopher Connelly
7 december

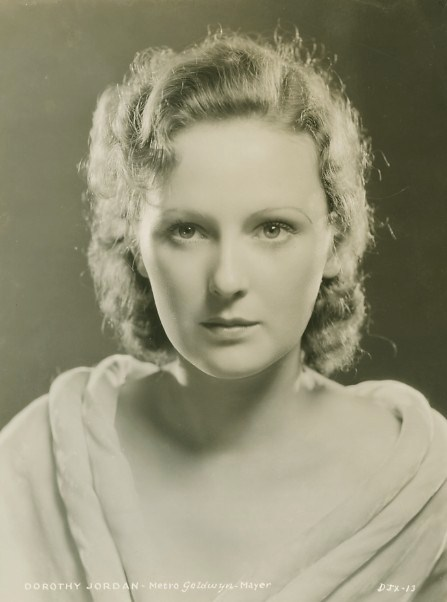
Dorothy Jordan
7 december

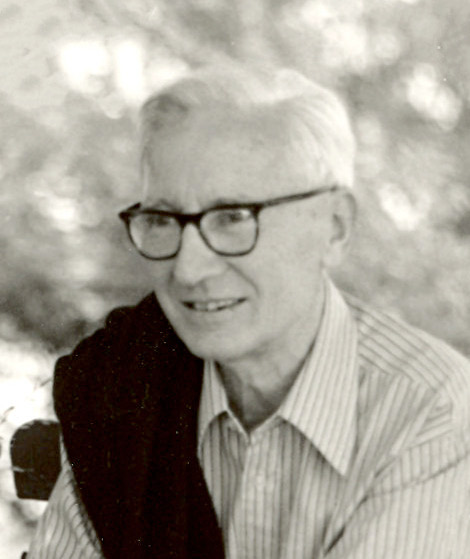
Niko Tinbergen
21 december

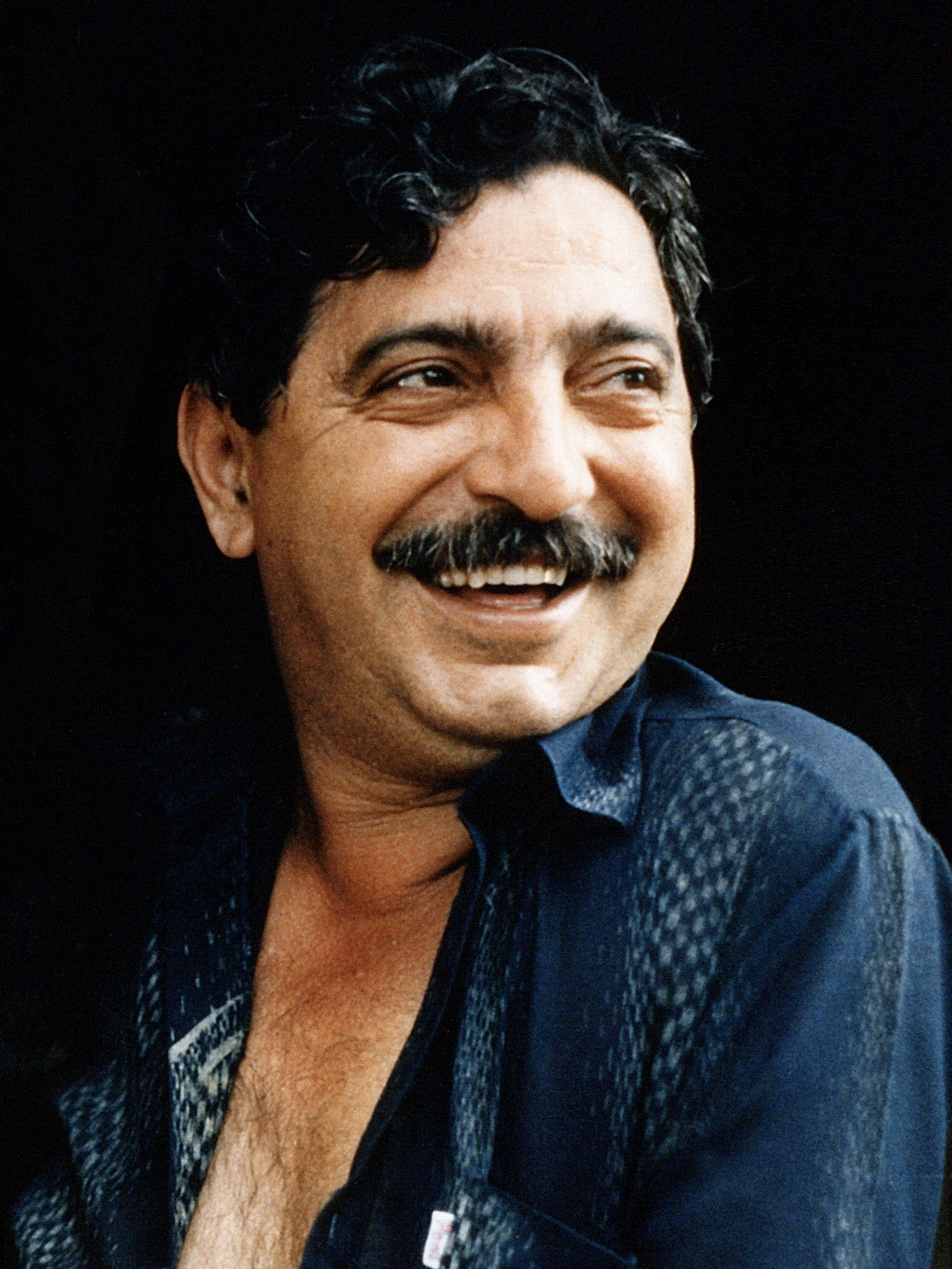
Chico Mendes
22 december

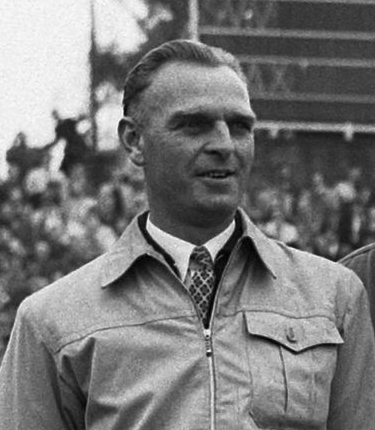
Walter Crook
27 december

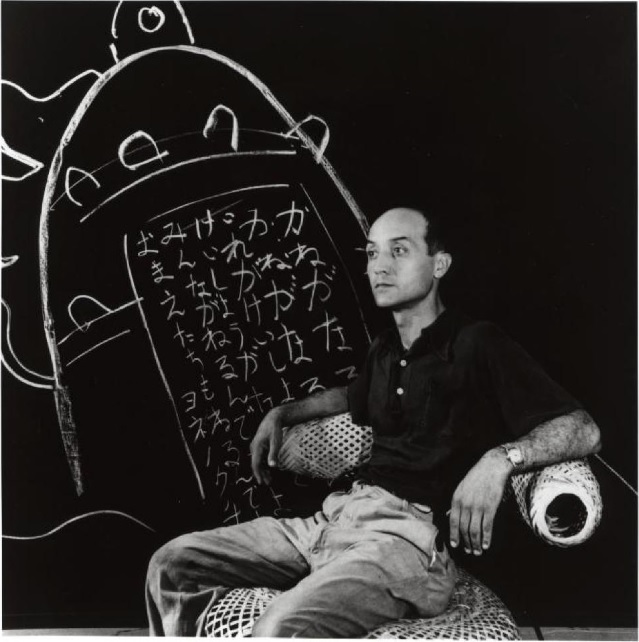
Isamu Noguchi
30 december

| 1 | 2 | 3 | 4 | 5 | 6 | 7 | 8 | 9 | 10 | 11 | 12 | 13 | 14 | 15 | 16 | 17 | 18 | 19 | 20 | 21 | 22 | 23 | 24 | 25 | 26 | 27 | 28 | 29 | 30 | 31 |
| - | - | - | - | - | - | - | - | - | -- | -- | -- | -- | -- | -- | -- | -- | -- | -- | -- | -- | -- | -- | -- | -- | -- | -- | -- | -- | -- | -- |

### 1 december
- Carlotta Dale (73), Amerikaans zangeres

### 3 december
- H.M. Koldewey (64), Nederlands architect

### 4 december
- Gerd Arntz (88), Duits-Nederlandse grafisch ontwerper
- Jan Mesdag (34), Nederlands cabaretier en zanger
- Alberto Uria (64), Uruguayaans autocoureur

### 6 december
- Roy Orbison (52), Amerikaans zanger

### 7 december
- Christopher Connelly (47), Amerikaans acteur
- Dorothy Jordan (82), Amerikaans actrice

### 8 december
- Jan Boon (70), Nederlands kunstenaar
- Gene Quill (61), Amerikaans jazzmusicus

### 9 december
- Georges Loos (79), Belgisch politicus
- Rein Snapper (81), Nederlands kunstenaar

### 10 december
- Richard S. Castellano (55), Amerikaans acteur

### 11 december
- Nagendra Singh (74), Indiaas rechter

### 13 december
- Manuel López-Quiroga Miguel (89), Spaans componist
- Roy Urquhart (87), Brits militair leider

### 14 december
- Dolf Benz (79), Nederlands atleet
- Jean Schramme (59), Belgisch huurlingenleider

### 15 december
- Sjoerd Leiker (74), Nederlands journalist, schrijver, dichter en verzetsman
- Jan van der Zee (90), Nederlands kunstenaar

### 16 december
- Piet van Stuivenberg (87), Nederlandse kunstschilder en beeldhouwer
- Sylvester (41), Amerikaans zanger

### 17 december
- Lies Aengenendt (81), Nederlands atlete

### 18 december
- Ottó Boros (59), Hongaars waterpolospeler

### 21 december
- Niko Tinbergen (81), Nederlands etholoog

### 22 december
- Frank Essed (69), Surinaams politicus
- Chico Mendes (44), Braziliaans vakbondsleider en milieuactivist

### 23 december
- Joseph Nuttin (79), Belgisch psycholoog
- Carlo Scorza (91), Italiaans politicus

### 25 december
- Cornelis Eecen (90), Nederlands roeier
- Jevgeni Goloebev (78), Sovjet-Russisch componist

### 26 december
- Pablo Sorozábal Mariezcurrena (91), Spaans componist

### 27 december
- Hal Ashby (59), Amerikaans regisseur
- Enéas Camargo (34), Braziliaans voetballer
- Walter Crook (75), Brits voetballer en voetbalcoach

### 29 december
- Mike Beuttler (48), Brits autocoureur

### 30 december
- Joeli Daniël (63), Sovjet-Russisch schrijver en dissident
- Isamu Noguchi (84), Japans-Amerikaanse beeldhouwer

### 31 december
- Louis Motké (70), Nederlands wielrenner

## Datum onbekend
- Albert Büchi (81), Zwitsers wielrenner (overleden in augustus)
- Émile Lachapelle (85), Zwitsers stuurman bij het roeien (overleden in februari)
- Ewald Meyer (58), Surinaams politicus (overleden in september)
- Alfred North (82), Brits waterpolospeler (overleden in september)
- Geertruida H. Springer (93), Nederlands kunstschilderes
- Jack Straus (58), Amerikaans pokerspeler (overleden in augustus)

1900 ·
1901 ·
1902 ·
1903 ·
1904 ·
1905 ·
1906 ·
1907 ·
1908 ·
1909 ·
1910 ·
1911 ·
1912 ·
1913 ·
1914 ·
1915 ·
1916 ·
1917 ·
1918 ·
1919 ·
1920 ·
1921 ·
1922 ·
1923 ·
1924 ·
1925 ·
1926 ·
1927 ·
1928 ·
1929 ·
1930 ·
1931 ·
1932 ·
1933 ·
1934 ·
1935 ·
1936 ·
1937 ·
1938 ·
1939 ·
1940 ·
1941 ·
1942 ·
1943 ·
1944 ·
1945 ·
1946 ·
1947 ·
1948 ·
1949 ·
1950 ·
1951 ·
1952 ·
1953 ·
1954 ·
1955 ·
1956 ·
1957 ·
1958 ·
1959 ·
1960 ·
1961 ·
1962 ·
1963 ·
1964 ·
1965 ·
1966 ·
1967 ·
1968 ·
1969 ·
1970 ·
1971 ·
1972 ·
1973 ·
1974 ·
1975 ·
1976 ·
1977 ·
1978 ·
1979 ·
1980 ·
1981 ·
1982 ·
1983 ·
1984 ·
1985 ·
1986 ·
1987 ·
1988 ·
1989 ·
1990 ·
1991 ·
1992 ·
1993 ·
1994 ·
1995 ·
1996 ·
1997 ·
1998 ·
1999 ·
2000 ·
2001 ·
2002 ·
2003 ·
2004 ·
2005 ·
2006 ·
2007 ·
2008 ·
2009 ·
2010 ·
2011 ·
2012 ·
2013 ·
2014 ·
2015 ·
2016 ·
2017 ·
2018 ·
2019 ·
2020 ·
2021 ·
2022 ·
2023 ·
2024 ·
2025